# Schweizer Truppen in englischen und britischen Diensten
Siebzehn Schweizer Truppen in englischen und britischen Diensten waren (nicht alle von den eidgenössischen Behörden genehmigt) von 1691 bis 1856 für das Königreich England, das Königreich Grossbritannien (ab 1707) und das Vereinigte Königreich Grossbritannien und Irland (ab 1801) im Einsatz, meist zugunsten von verbündeten Staaten.
Schweizer Truppen in fremden Diensten hiess der von Behörden der Schweizer Eidgenossenschaft mit Staatsverträgen geregelte Solddienst von geführten, ganzen Truppenkörpern im Ausland.
Diese Verträge enthielten ein Kapitel, das die militärischen Angelegenheiten regelte: die sogenannte Kapitulation (oder Privatkapitulation, wenn einer der Vertragspartner ein privater Militärunternehmer war).

## Übersicht der Schweizer Truppen in englischen und britischen Diensten
| Königreich England 927–1707                              |                   |                        |
| #eng                                                     | Bezeichnung       | Jahr                   |
| Königin Elisabeth I. 1558–1603                           |                   |                        |
|                                                          |                   |                        |
| König Jakob II. 1685–1689                                |                   |                        |
| Königin Maria II. 1689–1694 König Wilhelm III. 1689–1702 |                   |                        |
| 1                                                        | Bataillon Oberkan | 1691–1694              |
| 2                                                        | Regiment Sacconay | 1694–1706 dann Holland |
| Königin Anne 1702–1714                                   |                   |                        |

| Königreich Grossbritannien 1707–1801 |                                                               |                          |
| #eng                                 | Bezeichnung                                                   | Jahr                     |
| König Georg I. 1714–1727             |                                                               |                          |
| 3                                    | Eidgenössisches Hilfskorps                                    | aus Holland 1715         |
| 4                                    | Zweites Berner Regiment                                       | aus Holland 1719         |
| König Georg II. 1727–1760            |                                                               |                          |
| 5                                    | Bataillon Ostindien nicht regulär                             | 1751–1755                |
| 6                                    | Regiment Prevost nicht regulär                                | 1755–1756                |
| König Georg III. 1760–1801           |                                                               |                          |
| 7                                    | Regiment von Roll «Royal Etranger»                            | 1794–1816                |
| 8                                    | Kolonialregiment de Meuron «His Majesty’s Regiment de Meuron» | vorher Holland 1796–1816 |
| 9                                    | Regiment Stuart nicht regulär «Queen’s Own Germans»           | 1798–1818                |
| 10                                   | Emigranten-Regiment de Rovéréa nicht regulär                  | 1799–1801                |
| 11                                   | Emigranten-Regiment Bachmann nicht regulär                    | 1799–1801                |
| 12                                   | Emigranten-Regiment von Salis-Marschlins                      | 1799–1801                |
| 13                                   | Emigranten-Regiment Paravicini nicht regulär                  | 1799                     |
| 14                                   | Emigranten-Bataillon de Courten nicht regulär                 | 1800–1801                |
| 15                                   | Freikorps Managhetta nicht regulär                            | 1799–1801                |

| Vereinigtes Königreich Grossbritannien und Irland 1801–1927 |                                    |           |
| #eng                                                        | Bezeichnung                        | Jahr      |
| König Georg III. 1801–1820                                  |                                    |           |
| 16                                                          | Regiment von Wattenwyl             | 1801–1816 |
| Königin Victoria 1837–1901                                  |                                    |           |
| 17                                                          | British Swiss Legion nicht regulär | 1855–1856 |

| - Haus Tudor - Elisabeth I.                                    | - Haus Stuart - Jakob II. - Maria II. - Anne | - Haus Oranien - Wilhelm III. |
| - Haus Hannover - Georg I. - Georg II. - Georg III. - Victoria |                                              |                               |

## Königinnen, die Schlüsselpersonen
Die Monarchen der Britischen Inseln setzten ihre grosse Finanzkraft ein, um indirekt auf die Machtverhältnisse auf dem europäischen Festland einzuwirken. Sie sicherten ihren politischen Einfluss vor allem, indem sie ihren wechselnden Verbündeten die Geldmittel zur Werbung von Schweizer Truppen zur Verfügung stellten.
Königin Elisabeth I. hatte das Königreich England zur führenden Weltseemacht gemacht. Handel, Schmuggel und Raubzüge auf die spanische Flotte mit ihren Kolonialgütertransporten führten zu einem immensen Reichtum der Krone und der führenden Gesellschaftsschicht. Die unverheiratete und kinderlose Elisabeth I. war jedoch die letzte der Tudors. Nach ihrem Tod 1603 ging die Krone an die Stuarts.
Die Dynastie der Stuarts lieferte sich einen jahrzehntelangen Machtkampf mit dem englischen Parlament, der nach der sogenannten Glorious Revolution (deutsch: Glorreiche Revolution) 1689 mit der Bill of Rights (deutsch: Gesetzesvorlage der Rechte) und der Vertreibung des letzten männlichen Stuart auf dem Thron, Jakob II., endete.
(Die Bill of Rights ist die Grundlage für das heutige parlamentarische Regierungssystem im Vereinigten Königreich. Die britische Königin ist dadurch nicht mehr allein, sondern nur gemeinsam mit dem Parlament Trägerin der Staatssouveränität.)
Zwölf Jahre vorher hatte dessen Tochter, Maria II., ihren Cousin Wilhelm III. von Oranien, den Statthalter, Generalkapitän und Admiral der Vereinigten Niederlande, geheiratet, den prominentesten damaligen Führer der protestantischen Konfession. Er war der starke Mann, den hochstehende Persönlichkeiten des Parlaments zu Hilfe riefen und der sich militärisch mit einer Invasion Englands durchsetzte. Wilhelm und Maria anerkannten die Bill of Rights, dies im Gegensatz zu Jakob, der nach Frankreich zu Ludwig XIV. flüchten musste.
An seiner Stelle wurde das Paar 1689 in der Westminster Abbey als gleichberechtigte Monarchen der Königreiche England, Schottland und Irland gekrönt.
Ein Jahr vorher hatte Ludwig den Pfälzischen Erbfolgekrieg vom Zaun gerissen. Sein Versuch, die Stuarts auf der britischen Insel wieder zu installieren, misslang. Wilhelm brachte die Aufstände in Schottland und Irland bis 1691 unter Kontrolle und begann die antifranzösische Allianz zu unterstützen – auch mit Schweizer Truppen.
Der Konflikt wurde vor allem in Deutschland ausgetragen, weitete sich aber in die Niederlande, nach Italien, Spanien, in die Kolonien und in einen Kaperkrieg auf hoher See aus. Er konnte mit dem Frieden von Rijswijk 1697 beendet werden.
| Bezeichnung, Einsatzdauer         | (1eng) Bataillon Oberkan 1691–1694 | (1eng) Bataillon Oberkan 1691–1694 |
| Jahr, Vertragspartner             | 1690, Privatkapitulation von Oberst Heinrich Oberkan aus Zürich mit Wilhelm III., von den eidgenössischen Behörden geduldet. Im 17. Jahrhundert dienten bereits schweizerische Söldner in den Heeren Hollands und Englands. Die Kapitulation der Eidgenossen von 1480 mit Frankreich, und vor allem dessen finanzielle Möglichkeiten, verhinderten jedoch längere Zeit eine offizielle militärische Annäherung zwischen Wilhelm III. und den Eidgenossen. Besonders die protestantischen Kantone verfolgten mit Sorge die Bedrängnis ihrer niederländischen Glaubensgenossen. Es brauchte aber etliche unfreundliche Akte Frankreichs, z. B. den offensiven Einsatz seiner Schweizer Truppen trotz anders lautender Kapitulationsbestimmungen, schliesslich die Aufhebung des Ediktes von Nantes 1685 mit der Vertreibung der Hugenotten und den französischen Überfall 1688 auf die Kurpfalz, bis in der Eidgenossenschaft die Stimmung kippte. Anfänglich wurden inoffiziell Privatkapitulationen, wie die von Oberkan, geduldet, jedoch schon bald mit obrigkeitlicher Bewilligung Schweizer Truppen für andere Staaten im Vertragsverhältnis angeworben. 1690 schlossen die protestantischen Kantone Zürich, Bern, Glarus, Schaffhausen und Appenzell Ausserrhoden sowie die Stadt St. Gallen mit Englands König Wilhelm III. einen Vertrag für zwei Schweizer Regimenter ab, in den die holländischen Generalstaaten ausdrücklich eingeschlossen wurden, dem aber noch keine unmittelbare englische Werbung folgte. |                                    |
| Bestand, Formation                | 1 Bataillon von 800 Mann. |                                    |
| Herkunft Kader, Truppe            | k. A. |                                    |
| Besitzer, Kommandant, Namensgeber | Oberst Heinrich Oberkan aus Zürich. Er hatte den französischen Dienst quittiert und in England angeworben. |                                    |
| Einsatz, Ereignisse               | Das Bataillon in englischem Sold wurde dem Herzog Viktor Amadeus II. von Savoyen zur Verfügung gestellt. Es kämpfte im Pfälzischen Erbfolgekrieg im Piemont. Beim Tod von Oberst Oberkan 1694 ging sein Bataillon im Regiment Sacconay auf. |                                    |

| Bezeichnung, Einsatzdauer         | (2eng) Regiment Sacconay 1694–1706/1714 | (2eng) Regiment Sacconay 1694–1706/1714                                                                                   |
| Jahr, Vertragspartner             | 1694, Kapitulation von Oberst Jean de Sacconay aus Lausanne mit Wilhelm III., von den eidgenössischen Behörden anerkannt. | 1694, Kapitulation von Oberst Jean de Sacconay aus Lausanne mit Wilhelm III., von den eidgenössischen Behörden anerkannt. |
| Bestand, Formation                | 1 Regiment von 1'600 Mann. | 1 Regiment von 1'600 Mann.                                                                                                |
| Herkunft Kader, Truppe            | Viele Offiziere stammten aus der Waadt und dem Freistaat Graubünden, die Mannschaft aus Bern, Waadt, Basel, Graubünden und Zürich. Je eine Kompanie war im Besitz der Brüder Caspar und Salomon Hirzel aus Zürich. | |
| Besitzer, Kommandant, Namensgeber | Oberst Jean de Sacconay aus Lausanne. Er hatte den französischen Dienst quittiert und in Holland angeworben, wo ihn Wilhelm mit der Werbung beauftragte; 1707 Oberst Antoine de Mestral aus der Waadt. | |
| Einsatz, Ereignisse               | Das Bataillon Oberkan wurde, nach dessen Tod 1694, in englischem Sold mit einem weiteren Bataillon zum Regiment ausgebaut und dem Herzog Viktor Amadeus II. von Savoyen zur Verfügung gestellt. Es kämpfte im Pfälzischen Erbfolgekrieg im Piemont. Zwei Jahre später, 1696, wechselte das Regiment in holländischen Dienst. Dort wurde es 1714 aufgelöst und seine Einheiten auf die übrigen Schweizer Regimenter und das von Albemarle verteilt. | |

Nachdem Maria II. 1694 gestorben war, wurde Wilhelm III. Alleinherrscher bis zu seinem Tod 1702. Seine Nachfolgerin Anne, die Schwester von Maria, war 1707 die erste Königin von Grossbritannien, jedoch auch die letzte Monarchin der Stuarts.
Es folgte, 1714 mit Georg I., die Ära des Hauses Hannover.

## Die Stuart-Anhänger geben nicht auf
Georg I. und seine Nachfolger waren mehrmals mit dem Versuch der Jakobiten konfrontiert, die Hannoveraner wieder durch die Stuarts zu ersetzen. Meist gingen die Aufstände von Schottland aus und wurden niedergeschlagen – auch mit der Hilfe von Schweizer Truppen, die von Holland bezogen und mit englischem Geld finanziert wurden.
| Bezeichnung, Einsatzdauer         | (3eng) Eidgenössisches Hilfskorps aus Holland 1715 | (3eng) Eidgenössisches Hilfskorps aus Holland 1715 |
| Jahr, Vertragspartner             | 1688: Hilfsbündnis zwischen Wilhelm III. und den Generalstaaten. |                                                    |
| Bestand, Formation                | 6 Bataillone der Schweizer Regimenter in holländischen Diensten. |                                                    |
| Herkunft Kader, Truppe            | Aus den holländischen Regimentern Stürler, Schmidt und de Chambrier. |                                                    |
| Besitzer, Kommandant, Namensgeber | Jacques François de Goumoens von Orbe und Bern. |                                                    |
| Einsatz, Ereignisse               | Die Truppen wurden Georg I. von den Generalstaaten zur Bekämpfung des 1. Jakobiten-Aufstandes in Schottland zur Verfügung gestellt. Die schottischen Jakobiten standen, nach dem Tod von Ludwig XIV. ohne französische Unterstützung, auf verlorenem Posten. |                                                    |

| Bezeichnung, Einsatzdauer         | (4eng) Zweites Berner Regiment aus Holland 1719 | (4eng) Zweites Berner Regiment aus Holland 1719 |
| Jahr, Vertragspartner             | 1688: Hilfsbündnis zwischen Wilhelm III. und den Generalstaaten. |                                                 |
| Bestand, Formation                | 1 Regiment von 1'600 Mann. |                                                 |
| Herkunft Kader, Truppe            | Das holländische Zweite Berner Regiment. |                                                 |
| Besitzer, Kommandant, Namensgeber | Jacques François de Goumoens von Orbe und Bern. |                                                 |
| Einsatz, Ereignisse               | Die Truppen wurden Georg I. von den Generalstaaten in englischem Sold zum Einsatz gegen eine zweite Aufwallung des 1. Jakobiten-Aufstandes in Schottland zur Verfügung gestellt. Die Kämpfe waren auf einen unrealistischen Plan des spanischen Kardinals Giulio Alberoni zurückzuführen, England zu erobern. |                                                 |

## Frankreich und die Kolonien im Fokus

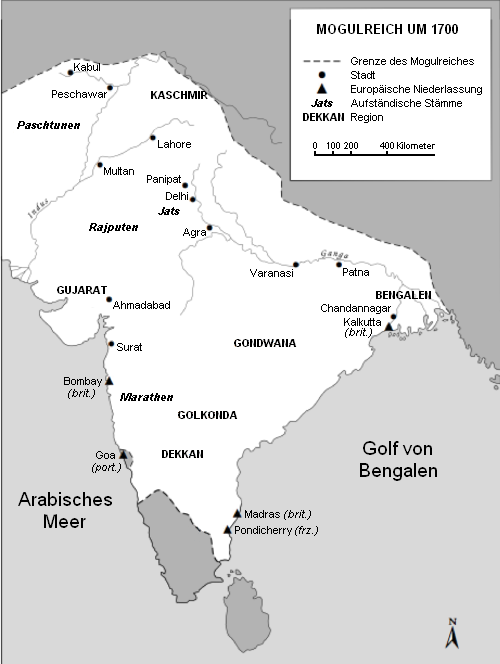
Mogulreich um 1700

Die Britische Ostindien-Kompanie (BEIC) war durch einen Freibrief von Elisabeth I. entstanden und mit weitestgehenden Rechten, Privilegien, Monopolen sowie einer eigenen Armee ausgestattet, mit dem Zweck – vereinfacht gesagt –, die Kolonien in Asien hemmungslos ausbeuten zu können.
Sie hatte sich in den Karnatischen Kriegen gegen identische französische Absichten zu behaupten.
Die britische Position Fort St. George in Madras seit 1639 (später: 1665 Bombay, 1686 Fort St. David bei Pondicherry und 1696 Fort William an der Gangesmündung bei Kalkutta) geriet im Ersten Karnatischen Krieg unter Druck, als sich die Franzosen in Pondicherry, Chandarnagar an der Gangesmündung, Mahe und Carrical festgesetzt hatten und ihr Gouverneur, Admiral Bourdonnais, 1746 das britische Madras erobern konnte.
Dem vom französischen Generalgouverneur in Pondicherry, Dupleix, beauftragten Ingenieur Hauptmann Paradis, einem Schweizer aus Freiburg (?), geboren in London (?), gelang es, Madras gegen eine zehnfache Übermacht des mit den Briten verbündeten Mahfuz Khan, Sohn des Herrschers von Arcot, Anwaruddin Khan, in der Schlacht von Aydar zu behaupten.
Der Sieg war allerdings vergeblich: im Frieden von Aachen wurde Madras 1748 wieder Grossbritannien zugeteilt.
Die Lage änderte sich erst grundsätzlich, als der britische General Clive 1751 Arcot eroberte und ein Jahr später die Franzosen bei Trichinopoly von den Engländern besiegt wurden. Der Kern ihrer Truppe waren schweizerische Einheiten.
1757 in der Schlacht bei Plassey legte Clive die Grundlage für die britische Herrschaft in Indien. In seiner Truppe führte Hauptmann Georg Friedrich Gaupp die Madras-Infanterie, in dem sich die Reste des aufgelösten Schweizer Bataillons Ostindien befanden.
1761 waren die Feindseligkeiten zwischen Briten und Franzosen an der Koromandelküste endgültig beendet. Grossbritannien hatte sich durchgesetzt – auch und insbesondere dank seiner Schweizer Truppen und ihren Offizieren in Kommandofunktionen.
| Bezeichnung, Einsatzdauer         | (5eng) Bataillon Ostindien nicht regulär 1751–1755 | (5eng) Bataillon Ostindien nicht regulär 1751–1755 |
| Jahr, Vertragspartner             | 1751, Privatkapitulation von Lukas Schaub aus Basel, Sonderbevollmächtigter des britischen Königshofes mit geheimen Aufträgen in Wien, mit William Mabbott, Direktor der Ost-Indischen Kompanie. Verschiedene eidgenössische Behörden widersetzten sich der Werbung, die bei Basel und bei Schaffhausen vor sich ging. Der Rat von Basel wies deshalb den Obervogt Johann Ulrich Schnell in Riehen an, die Wache zu verstärken und die vorbeimarschierenden Rekruten im Wirtshaus zu verhaften. Schaub wurde vorgeladen und dann aber wegen Nichterscheinens gebüsst. 1752 bestätigte das Direktorium der BEIC, nach einer schriftlichen Beschwerde der vier Hauptleute, das eigenständige Disziplinarrecht und die Jurisdiktion auch für Kapitalverbrechen, ohne Appellationsmöglichkeit, der Schweizer Truppen für Offiziere und Soldaten und weitere Sonderrechte. Die dadurch erzeugte Missstimmung unter den britischen Offizieren führte drei Jahre später zur Einstellung der Werbungen in der Schweiz. |                                                    |
| Bestand, Formation                | 1751: 4 Infanterie-Kompanien von 139 Mann: 1 Hauptmann, 2 Leutnants, 1 Fähnrich, je 6 Wachtmeister und Korporale, 1 Tambourmajor, 2 Tambouren, 1 Pfeifer, 120 Soldaten, mit einer Dienstzeit von 7 Jahren nach der Landung in Ostindien, 20–35 Jahre alt, protestantischen Glaubens, aus den protestantischen eidgenössischen Kantonen. 1752: 1 Artillerie-Batterie von 60 Mann: 1 Hauptmann, 2 Leutnants, 1 Kadett, je 3 Wachtmeister und Korporale, 50 Artilleristen, nicht Engländer, sonst mit denselben Bedingungen wie bei den Infanterie-Kompanien. |                                                    |
| Herkunft Kader, Truppe            | Aus den protestantischen Kantonen der Eidgenossenschaft, vor allem aus Zürich, Genf und Basel, einige wenige aus Hannover und dem Elsass. Bei den Nachrekrutierungen nahm die Anzahl Deutsche in der Mannschaft laufend zu, und es tauchten auch Skandinavier in den Mannschaftslisten auf. Zeitweise wurde der Bestand auch durch Einheimische (Originalton: Schwarze) ergänzt. 1755 wurde die Rekrutierung in der Schweiz eingestellt und die in Schaffhausen mit der Werbung beauftragten Hauptmann Jakob Christoph Schalch und Leutnant Johann Konrad Zündel entlassen. Dem Direktorium der BEIC waren die Auseinandersetzungen zwischen dem englischen Kommando in Indien und den Schweizer Hauptleuten wegen der Sonderstellung von deren Jurisdiktion zu viel geworden. |                                                    |
| Besitzer, Kommandant, Namensgeber | Besitzerin war die Britische Ostindien-Kompanie (BEIC). Sie bestimmte folgende Offiziere, die einen Eid auf ihre Aufgabe an der Koromandelküste abzulegen hatten, mit ihren (teilweise ausgelosten) Funktionen: - 1. Kompanie: Hauptmann: Jean Chabbert, 1752 wegen Krankheit verabschiedet; Leutnants: Georg Friedrich Gaupp (1752 Hauptmann an Stelle von Chabbert, später Hauptmann in der Madras-Infanterie, Kommando in Plassey) und Rudolf Wagner; Fähnrich: Johann Konrad Heidegger (1752 Leutnant, † 1754), 1752 Volontär Lullin (1754 Leutnant), 1754 Friedrich Jäger. - 2. Kompanie: Hauptmann: Johann Heinrich Schaub; Leutnants: Friedrich Gurtler (später Hauptmann in der Madras-Infanterie) und Jean François de Beck (später Oberstleutnant in der Madras-Infanterie); Fähnrich: Johann Ludwig Prevost († 1754); Kadett: 1754 Daniel Frischmann bzw. Frischmann-Heitz (1754 Fähnrich, 1758 Leutnant, 1759 Hauptmann, 1765 Oberstleutnant, 1769 Oberst und Kommandant der Festung St. George in Madras). - 3. Kompanie: Hauptmann: Paul Philippe Polier von Bottens, übrige Offiziere: k. A. - 4. Kompanie: Hauptmann: Alexander Ziegler, 1758 Emmanuel Henny; Leutnants: Tobias Pfister und David de Vasserot; Fähnrich: Johann Seiler; Adjutant: Emmanuel Henny (1758 Hauptmann an Stelle von Ziegler). - Artillerie-Batterie: Hauptmann: Louis d’Iliens aus Luzern; Leutnants: Georg Helffer aus Hannover und Jean François Pachoud aus Bern; Kadett: Jean Jacques Vouga aus Neuenburg. |                                                    |
| Einsatz, Ereignisse               | Der erste Truppentransport mit vier Schiffen der BEIC legte am 1. Januar 1752 in Gravesend ab und traf nach fünf Monaten Fahrt Ende Mai im Fort St. George in Madras ein. Dort wurde die Mannschaft ausgerüstet und an ihre Dienstorte abkommandiert. Die 4. Kompanie Ziegler wurde nach Bombay verlegt. Die 2. Kompanie Schaub wollte in unauffälligen indischen Booten nach Fort St. David bei Pondicherry segeln. Sie wurde von der dortigen französischen Besatzung jedoch entdeckt und von einem französischen Kriegsschiff aufgebracht. Beim Eintreffen der Meldung aus Pondicherry schiffte sich der Oberkommandierende Major Stringer Lawrence sogleich mit der 1. Kompanie Gaupp nach Fort St. David ein und übernahm dort die englische Armee, bestehend aus 400 Europäern und 2'000 Einheimischen. Obwohl er damit eine ungefähr gleich starke Truppe von Dupleix bei der südindischen Stadt Bahour überrannte, wurden Schaub und seine 2. Kompanie daraufhin trotzdem zwei Jahre in Pondicherry in Gefangenschaft gehalten. Unter dem Kommando von Lawrence oder Clive (bis 1753) entschieden die Schweizer Truppen regelmässig die Treffen mit den Franzosen bis 1754. In diesem Jahr wurde die Marschkolonne der englischen Armee, mit Lawrence zu sorglos unterwegs, von einer starken Übermacht von mit Dupleix verbündeten einheimischen Truppen überrascht und beinahe vernichtet: 138 Europäer wurden zu Gefangenen gemacht, 100 waren verwundet und 50 tot. Die 100 Schweizer Grenadiere, die vorher den Unterschied ausgemacht hatten, waren verloren. Für den erkrankten Lawrence übernahm vorübergehend Hauptmann Polier von der 3. Kompanie das Oberkommando, musste es aber bald, selber verwundet, an Hauptmann Calliaud abtreten. Zur Verstärkung wurde die 4. Kompanie Ziegler, noch aus 80 Mann bestehend, aus Bombay nach Madras verlegt. Da wurde zur grossen Überraschung Dupleix von Frankreich aus Indien abberufen, und sein Nachfolger entliess die 2. Kompanie Schaub wieder in Freiheit. Es war ein englischer Verhandlungserfolg der Londoner Diplomatie in Frankreich. 1755, im nächsten Jahr, wurden die Werbungen in der Schweiz eingestellt und die kümmerlichen Reste der Schweizer Truppe in englische Verbände der BEIC eingegliedert. 1757 bereinigte der wieder an die Koromandelküste zurückgekehrte Clive in der Schlacht bei Plassey, bei der Hauptmann Gaupp mit einer grösseren Anzahl foreigners (deutsch: Ausländer, gemeint sind die übriggebliebenen Schweizer) ein Kommando innehatte, eigentlich die Situation zugunsten Grossbritanniens, auch wenn die Feindseligkeiten erst 1761 endgültig aufhörten. Die Franzosen blieben, auf kleiner Flamme, mit ihren Handelsaktivitäten weiterhin geduldet. |                                                    |

## Schweizer Waldkampf-Know-how als Erfolgsfaktor
Selbst im Siebenjährigen Krieg in Europa und in den Kolonien, insbesondere in Nordamerika, standen sich Grossbritannien und Frankreich in gegnerischen Lagern gegenüber. Frankreich konnte letztlich das Ohio-Tal, die Verbindungsachse seiner Territorien am Sankt-Lorenz-Strom und am Mississippi, gegen Grossbritannien nicht behaupten und gab im Pariser Frieden 1763 seine nordamerikanischen Besitzungen auf. Die Briten hingegen setzten sich jedoch anschliessend, u. a. dank des Waldkampf-Know-hows des Schweizer Obersten Bouquet, auch gegen den indianischen Pontiac-Aufstand durch und hatten somit auch in den amerikanischen Kolonien die Überhand gewonnen.
| Bezeichnung, Einsatzdauer         | (6eng) Regiment Prevost nicht regulär 1755–1757 | (6eng) Regiment Prevost nicht regulär 1755–1757 |
| Jahr, Vertragspartner             | Privatkapitulation von Jacques Prevost aus Genf mit Georg II., ohne Beteiligung der eidgenössischen Behörden. Auch das englische Parlament verweigerte letztlich die Anerkennung als Regiment. |                                                 |
| Bestand, Formation                | 1 Regiment von 16 Kompanien in 4 Bataillonen. |                                                 |
| Herkunft Kader, Truppe            | Schweizer, damit waren aber in Kalkutta manchmal auch Deutsche gemeint. |                                                 |
| Besitzer, Kommandant, Namensgeber | Oberst Jacques Prevost aus Genf (1760 Generalmajor, 1763 Landschenkungen in Georgia und Kanada); Oberstleutnant Augustin Prevost (1759 Oberst, 1767 Generalmajor, 1778 Kommandant von Savannah/Georgia, 1780 General und Gouverneur von Georgia), sein jüngerer Bruder; Major Marc Prevost (1759 Oberstleutnant, 1765 Oberst, 1767 Abschied wegen Verwundung), sein jüngster Bruder. Alle drei Brüder hatten aus Holland nach England gewechselt, nachdem die beiden älteren vorher in sardinischen Diensten gestanden hatten. |                                                 |
| Einsatz, Ereignisse               | Nach der Zusicherung des Königs hatte Prevost bis 1756, mit grossem Einsatz, das Regiment und ein ausgezeichnetes Offizierskorps angeworben. Da verhinderte ein Stimmungsumschwung im Parlament seine Anerkennung. Das 3. und das 4. Bataillon wurden 1756 in die Truppen der Britisch-Ostindischen Kompanie eingegliedert. Diese Truppenteile erhielten dadurch die Zusatzbezeichnung European (deutsch: Europäisch). Von verschiedenen Quellen werden im 1st Bengal European Regiment (deutsch: 1. Bengalisch-Europäisches Regiment) in Kalkutta die Doxat’s Chasseurs (deutsch: Doxat’s Jäger) erwähnt. Hauptmann Doxat führte eine Schützenkompanie von europäischen Söldnern, möglicherweise eine nichtreguläre Schweizer Truppe. Da aber über sie keine gesicherten Informationen zu finden waren, wird sie nur hier erwähnt. Lewis Doxat starb bei einem Einsatz 1781 in Ramnagar, als der Generalgouverneur von Indien, Hastings, den widerspenstigen Chait Singh, Raja von Benares, militärisch disziplinieren wollte. Das 1. und das 2. Bataillon wurden 1757 dem 60th Regiment Royal American zugeteilt. Das unter dem Kommando des Earl of Loudoun stehende Regiment war im selben Jahr in Britisch-Nordamerika auf Governors Island, New York, ausgehoben worden, um die britischen Dreizehn Kolonien vor Angriffen der französischen Streitkräfte und ihrer indianischen Verbündeten zu schützen. Es bestand auf 4 Bataillonen von 1'000 Mann und stand auch deutschen und schweizerischen Offizieren offen. Es war die erste britische Truppe mit nichtenglischen Offizieren überhaupt. Durch die beiden Bataillone von Prevost auf 6 Bataillone angewachsen, wurde es zur Brigade. Im 1. Bataillon befanden sich auch die drei Brüder Prevost, die ihre Grade behielten, mit ihren Kompanien: Oberst Jacques Prevost mit der Colonelle, Oberstleutnant Augustin Prevost mit der Leutnant-Colonelle und Major Marc Prevost mit der Majore. Dabei waren auch die weiteren Schweizer Kompanien Steiner, de Wullyamoz und du Fez. In den Kampagnen des Siebenjährigen Krieges von 1758 wurden mit Louisbourg der Zugang zum Sankt-Lorenz-Strom erkämpft, mit der Eroberung von Fort Frontenac die Kontrolle über den Ontariosee und mit der Einnahme von Fort Duquesne über das Ohio-Tal sichergestellt. 1759 folgten die Eroberung der französischen Forts von Ticonderoga, Crown Point und Niagara, der Wiederaufbau von Fort Oswego sowie die entscheidende Schlacht auf der Abraham-Ebene mit der Einnahme von Quebec. Von da an war Frankreich in der Defensive. 1763 schlug die Brigade auch den Aufstand der Indianerstämme im Gebiet des heutigen US-Bundesstaates Ohio, den Pontiac-Aufstand (nach dem Ottawa-Häuptling Pontiac), nieder. Einen wichtigen Anteil am britischen Erfolg leisteten die Waldkampf-Taktiken nach Guerilla-Art des Schweizers Henri Bouquet, die er von den Cherokee-Indianern übernommen hatte, und der Schweizer Oberstleutnant der Royal Americans, Frederick Haldimand. Im Pariser Frieden 1763 musste Frankreich die meisten seiner amerikanischen Territorien Grossbritannien überlassen. Im selben Jahr erhielten die Brüder Prevost, von denen Augustin Gouverneur von Savannah geworden war, umfangreiche Ländereien in Georgia und Kanada zugesprochen. Das 60th Royal American kämpfte auch im Amerikanischen Unabhängigkeitskrieg. Augustin Prevost war, als die Briten Georgia 1783 räumen mussten, dessen Gouverneur. Später kam das 60th Regiment Royal American als Teil der regulären britischen Armee rund um die Welt zum Einsatz, u. a. in den Napoleonischen Kriegen, als King’s Royal Rifle Corps (deutsch: Des Königs königliches Schützenkorps) im Englisch-Ägyptischen Krie, im Zweiten Burenkrieg, im Ersten und im Zweiten Weltkrieg. Die Truppe ging 1966 in den Royal Green Jackets (deutsch: die königlichen Grünjacken, siehe Weblinks) auf und diese wiederum 2007 im Regiment The Rifles. Das Regiment hat Königin Elisabeth II. als Chefkommandantin. |                                                 |

## Wenigstens Kanada bleibt

Der Osten Nordamerikas mit der Proclamation Line zwischen den Dreizehn Kolonien und dem Indianerland. Die Grenze zu Spanien ist beim 49. Breitengrad noch unsicher, da die Quelle des Mississippi-Flusses noch nicht bekannt war.

Die Kriege in Europa und in den Kolonien verschlangen erhebliche Mittel und erschöpften die Staatskasse. Beim Versuch von Georg III., in den amerikanischen Kolonien die Steuern zu erhöhen, brach der Amerikanische Unabhängigkeitskrieg aus.
1763 bereits hatte Georg III., mit dem Versuch, mit einer Proclamation Line (deutsch sinngemäss: erklärte Grenzlinie) eine stabilere Situation zwischen den Dreizehn Kolonien und der indianischen Urbevölkerung zu erreichen, bei den Siedlern Unmut erzeugt.
Eine Reihe von britischen Regierungsmassnahmen und Provokationen von Seiten der Siedler eskalierte schliesslich 1774 zur Rebellion und führte 1776 zur Unabhängigkeitserklärung der Vereinigten Staaten (englisch: American Declaration of Independence), in der die dreizehn Kolonien ihre offizielle Trennung vom Mutterland und das Recht, einen eigenen, souveränen Staatenbund zu bilden, erklärten.
Ein Jahr später einigten sie sich über den Konföderationsartikel, Grundlage und Vorläufer der Verfassung der Vereinigten Staaten von Amerika von 1784.
Ab 1778 griffen die absolutistischen Staaten Frankreich und Spanien auf Seiten der Aufständischen gegen die britische Seeblockade ein und gaben damit dem Unabhängigkeitskrieg der amerikanischen Konföderation die entscheidende Wende.
In der Schlacht bei Yorktown 1781 kapitulierte die zusammengebrochene britische Armee unter General Lord Charles Cornwallis vor den französisch-amerikanischen Truppen unter dem Befehl von Comte de Rochambeau und von George Washington. Der Krieg war damit beendet.
1783, im Frieden von Paris, musste Grossbritannien die Unabhängigkeit der ehemals britischen Kolonien anerkennen. Es verzichtete auf alle Gebiete bis zum Mississippi. Die Vereinigten Staaten dehnten ihre Nordgrenze bis an die Grossen Seen aus, Florida fiel wieder an Spanien.

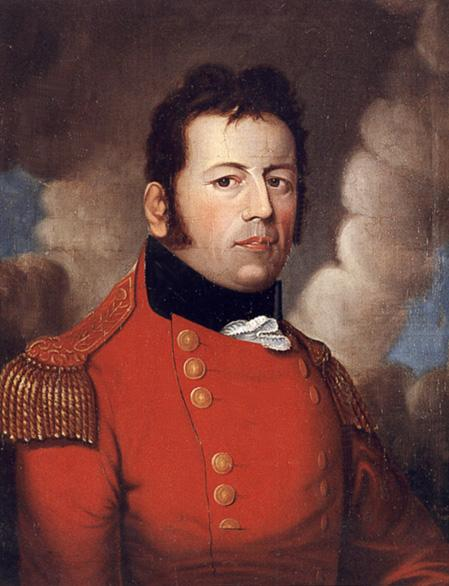
George Prevost

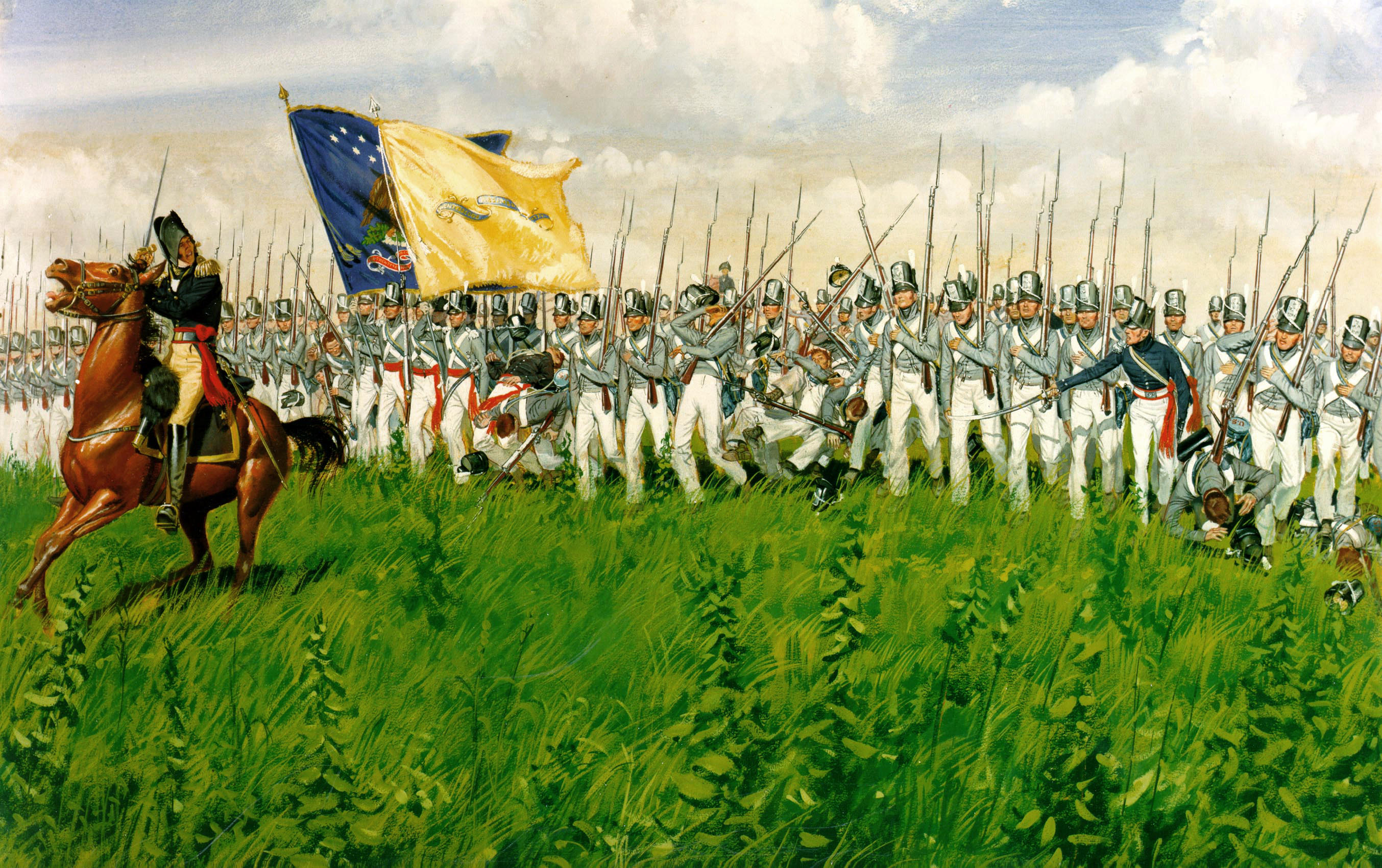
Schlacht bei Chippewa 1814
im Britisch-Amerikanischen Krieg

Der Britisch-Amerikanische Krieg 1812–1814 war die zweite grosse Auseinandersetzung Grossbritanniens mit ihrer ehemaligen Kolonie, diesmal von den USA ausgelöst. Beide Seiten erschöpften sich in verlustreichen Kämpfen, bis im Frieden von Gent wieder der Status quo ante (lateinisch für: Zustand von vorher) vor dem Krieg hergestellt wurde.
In diesem Krieg war der Sohn von Augustin Prevost, George, Generalgouverneur von Kanada und Oberbefehlshaber der britischen Streitkräfte. Aus verschiedenen Gründen fast vor einem Kriegsgericht gelandet, verstarb er allerdings vorher.
Grossbritannien war in Nordamerika jedoch endgültig auf Kanada reduziert, und die Vereinigten Staaten von Amerika (englisch: United States of America, abgekürzt USA) hatten sich endgültig davon emanzipiert.
Auch viele Schweizer waren an diesem Prozess beteiligt, und die Schweizerische Eidgenossenschaft orientierte sich später mit ihrer Verfassung von 1848 sogar an derjenigen der USA.
| Bezeichnung, Einsatzdauer         | (7eng) Regiment von Roll «Royal Etranger» 1794–1816 | (7eng) Regiment von Roll «Royal Etranger» 1794–1816 |
| Jahr, Vertragspartner             | 1794, Ludwig Robert von Roll (Ex-Feldmarschall in Frankreich) aus Solothurn mit Georg III. |                                                     |
| Bestand, Formation                | 1 Regiment von 1'800 Mann. |                                                     |
| Herkunft Kader, Truppe            | Aus der Eidgenossenschaft. Die Werbung musste, auf Betreiben des französischen Geschäftsträgers in Solothurn, mit einer Bewilligung von Kaiser Franz I. von Österreich in den Schwarzwald nach Waldshut und Villingen verlegt werden. |                                                     |
| Besitzer, Kommandant, Namensgeber | Unter dem Kommando von Oberstleutnant Jost Dürler aus Luzern bis 1802; 1802 Oberst Thüring von Sonnenberg. |                                                     |
| Einsatz, Ereignisse               | Ende 1795 marschierte das «Royal Etranger» in 2 Bataillonen von 900 Mann von Konstanz durch das Tirol und Italien. Es wurde in Civitavecchia via Elba nach Ajaccio auf Korsika übergesetzt. Ein Teil des Regiments wurde gegen Aufständische verwendet. Nach der britischen Räumung Korsikas wurde es 1796 nach Elba und, ein Jahr später, beim Rückzug auch von diesem Eiland, nach Lissabon verschoben. Auf beiden Inseln hatte es dabei auf tragische Weise ein Sonderkommando verloren: von Major Dieffenthalers 18 Offizieren und 300 Mann überlebten nur 4 einen Schiffbruch in der Meerenge von Bonifacio, und vor der Küste vor Piombino ertranken 4 Offiziere und 100 Mann. In Lissabon, durch die Abgabe von 2 Grenadierkompanien an das Regiment «Royal Irish» auf ein Bataillon reduziert, wurde es dort, durch Ersatzmannschaften aus aller Herren Ländern, wieder auf 1'000 Mann aufgebaut. Als «Rolls Regiment» in die englische Armee eingegliedert und zuerst kurzzeitig bei der Rückeroberung von Menorca eingesetzt, kämpfte es nachher als Teil des Expeditionskorps von General Abercrombie in Ägypten. Er setzte zusammen mit General Hutchinson der Ägyptischen Expedition von Napoleon 1801 ein jähes Ende. 1802 wurde Oberst Dürler das Kommando über die Fremdenbrigade (Regimenter von Roll, von Wattenwyl und Dillon) übertragen. Oberst Thüring von Sonnenberg übernahm dabei das Kommando über das Regiment von Roll. Nach dem britischen Abzug aus Ägypten 1803 verlor das Regiment in Gibraltar 10 Offiziere und 197 Soldaten durch eine Gelbfieber-Epidemie und unter General Frazer in der Brigade Steward 1807, von Sizilien wieder an den Nil übergesetzt, 30 Mann bei der Besetzung von Rosette. 1810 waren Teile des Regiments an der Eroberung der Festung St. Maura auf der ionischen Insel Lefkada beteiligt. 1813 – vorher in Sizilien mit Gefangenen der napoleonischen Schweizer Regimenter aus Portugal und Bailén wieder ergänzt – war es unter Lord Bentinck erfolgreich gegen das Korps von Marschall Suchet in Spanien beteiligt: als Roll-Dillon Bataillon in der Schlacht von Castalla, an der Einnahme von Fort Balaguier an der Hafeneinfahrt von Toulon, an der missglückten Belagerung von Tarragona und beim Kampf am Pass von Ordal, einer katalanischen Ortschaft im Penedès. 1816 wurde das in Detachementen auf den Inseln Malta, Kefalonia und Zakynthos verteilte «Rolls Regiment» aufgelöst. |                                                     |

| Bezeichnung, Einsatzdauer         | (8eng) Kolonialregiment de Meuron «His Majesty’s Regiment de Meuron» 1796–1816 | (8eng) Kolonialregiment de Meuron «His Majesty’s Regiment de Meuron» 1796–1816 |
| Jahr, Vertragspartner             | 1795, vorläufiger Vertrag von Charles Daniel de Meuron in Neuenburg mit (dem befreundeten) Oberst Hugh Cleghorn (1798 Kolonialsekretär für Ceylon, heute Sri Lanka genannt, siehe Weblinks) im Namen des War Secretary (deutsch sinngemäss: Kriegsminister) Henry Dundas, der den Vertrag ratifizierte. - Hauptforderung de Meurons: Die Briten begleichen die Soldausstände der bankrotten Vereenigde Oostindische Compagnie VOC (deutsch: Vereinigte Ostindische Kompanie); - Hauptforderung des britischen War Office: Charles Daniel de Meuron hat sich nach Indien zu begeben, um persönlich den Übertritt seines Regiments in britische Dienste zu überwachen. 1796, in Madras, wurde der von de Meuron und Cleghorn (beide anwesend) im Vorjahr abgeschlossene Vertrag von der dortigen Regierung unterzeichnet: von Gouverneur Robert Hobart und seinen Ratsmitgliedern, dem General-Leutnant und Oberbefehlshaber der Madras Army, Alured Clarke, dem Mitglied der Handelskammer, Ernest William Fallofield und dem Mitglied der Rechnungskammer, Edward Saunders. Doch, da sollten die Verhandlungen erst recht beginnen, denn: - Die Madras-Kapitulation wurde im War Office in London, mit immer neuen Ausflüchten, nur teilweise erfüllt. Insbesondere die Hauptforderung de Meurons, die Begleichung der restlichen holländischen Soldrückstände, wurde vom War Office, nach einer ersten Zahlung von 30'000 Pfund in Indien, ausgesetzt; - De Meuron begab sich daher 1797 nach London, liess sich durch die vielen Verzögerungen nicht entmutigen und wurde schlussendlich doch vom Kriegsminister Henry Dundas empfangen, der jedoch von weiteren Zahlungen nun nichts mehr wissen wollte; - Der zähe de Meuron blieb aber hart und setzte auf die Fürsprache einer jungen Dame aus dem Hause de Montmollin, die damals beim britischen Hof in Gunst stand. Mit Erfolg: er erreichte einen Vergleich von 80'000 Pfund, der ihm von General-Leutnant Colbrooke Nesbitt, Generalinspekteur der ausländischen Truppen, allerdings mit der unmissverständlichen Haltung «en le laissant dans l’alternative de l’accepter immédiatement ou de perdre son régiment» (deutsch: ihm die Wahl zwischen sofortigem Einverständnis oder dem Verlust seines Regiments liess) präsentiert wurde. De Meuron willigte (auch er wohl zähneknirschend) ein. 1798, endgültiger Vertrag von Charles Daniel de Meuron (im Einvernehmen mit den «Quatre Ministraux», der faktischen Exekutive, und dem preussischen Gouverneur Béville der Herrschaft Neuenburg und Valangin) unterzeichnet in London mit General-Leutnant John Ramsay, Beauftragter für Fremdtruppen des War Secretary Henry Dundas – drei Jahre nach dem effektiven Übertritt des Kolonialregiments de Meuron in britische Dienste. Er trat auf Beginn des Jahres 1799 in Kraft. |                                                                                |
| Bestand, Formation                | 1 Regiment von 1'259 Mann in 10 Kompanien von 124 Mann mit einem Stab von 19 Mann. |                                                                                |
| Herkunft Kader, Truppe            | Protestanten aus den Kantonen der Eidgenossenschaft, vorzugsweise aus Neuenburg. |                                                                                |
| Besitzer, Kommandant, Namensgeber | 1781 Oberst Charles Daniel de Meuron aus Neuenburg, als Oberstleutnant, sein jüngerer Bruder Pierre-Frédéric de Meuron und Major Simon de Sandol-Roy von Le Locle; 1788 Pierre-Frédéric de Meuron; 1801 Jean-Pierre de Meuron-Bullot (1803 ertrunken); 1803 Henry-David de Meuron (1804 ertrunken); 1804 Pierre Lardy; 1812 Anton Kaspar Zweifel (er hatte 1804 die Witwe von Jean-Pierre de Meuron-Bullot geheiratet) und François-Henri de Meuron-Bayard aus Neuenburg, der Sohn von Pierre-Frédéric. |                                                                                |
| Einsatz, Ereignisse               | 1795 war ein Katastrophenjahr für Holland. Frankreich, mit General Pichegru, überrannte das holländische Heer, besetzte Amsterdam und rief die Batavische Republik aus. Der Prinz von Oranien, Wilhelm V., floh mit seiner Familie nach England und unterstellte die holländischen Kolonien unter britischen Schutz. Die Niederländische Ostindien-Kompanie (holländisch: Vereenigde Oostindische Compagnie, abgekürzt VOC) war bankrott und die Soldzahlungen an das Kolonialregiment de Meuron, das sich deshalb in einem nicht besonders guten Zustand befand, seit langem schuldig geblieben. Zudem würde seine Kapitulation Ende Jahr ablaufen. Charles Daniel de Meuron musste sich entscheiden: Treue zum Dienstherrn oder wirtschaftliche Zukunft? Sein Geschäftssinn siegte. Die britische Regierung hatte schon seit einigen Jahren mit dem Gedanken gespielt, die tüchtige Schweizer Truppe in ihre Dienste zu nehmen, und zögerte nun nach der Flucht von Wilhelm V. nicht mehr, den mit der Schweiz und Neuenburg vertrauten Oberst Hugh Cleghorn 1795 zu de Meuron zu Verhandlungen zu schicken. Die waren schwierig, aber rasch mit einem vorläufigen Kapitulationsvertrag beendet, als das War Office die rückständigen holländischen Soldzahlungen garantierte. Umgehend machte sich de Meuron mit Cleghorn auf den Weg nach Madras, um sein Regiment in britischen Dienst zu stellen. Noch im gleichen Jahr 1795, das Regiment de Meuron war immer noch in holländischen Diensten, begann die britische Invasion von Sri Lanka unter General James Stuart und Admiral Peter Rainier mit der Landung in Trincomalee. Die Kompanie de Meuron-Motier gab dort den Kampf erst auf, als sie 30 ihrer 80 Mann verloren hatte, und wurde nach Madras in Gefangenschaft geschickt. Das Gros des Kolonialregiments de Meuron mit seinem Oberst verteidigte unbeirrt Colombo. Die Kämpfe waren auf dem Höhepunkt, als die Nachricht vom Seitenwechsel des Regiments beim ungläubigen Pierre-Frédéric de Meuron eintraf. Er war erst bereit, die Waffen zu strecken, als der englische Verbindungsoffizier Major Agnew ihm versicherte, dass er nicht gegen Holländer zu kämpfen haben werde, und der Gouverneur der Insel, Johan van Angelbeek, das Regiment schriftlich von seinem Eid entband. In seiner bisherigen fünfzehnjährigen Existenz hatte das Kolonialregiment 2'277 Mann angeworben, von denen waren 42 im Kampf gefallen, 139 auf See gestorben, 329 im Spital verschieden, 637 entlassen worden, 189 desertiert und 55 in Kriegsgefangenschaft geraten. Nach der Besammlung als nun Ihrer Majestät Regiment de Meuron im südindischen Thoothukudi begann die Verwandlung der unzufriedenen und disziplinlosen Truppe in ein strammes Regiment von britischer Art. Charles Daniel de Meuron erledigte diese Aufgabe, nahm anschliessend seinen Abschied und kehrte, zum britischen Generalmajor befördert (und mit dessen Gehalt), nach Neuenburg zurück. Des Regiments erster grosser Einsatz war 1799 im Vierten Mysore-Krieg in Seringapatam. Die Grenadierkompanie mit Hauptmann Pierre Lardy und den Leutnants Jean de Montmollin und Elias Wolf sowie die Schützenkompanie unter Leutnant François-Henry de Meuron-Bayard und Leutnant Alphonse Matthey gehörten zur Sturmtruppe, die restlichen acht Kompanien zur Reserve von Oberst Wellesley. Leutnant Charles de Meuron-Tribolet führte den Pionierstosstrupp, der den Weg über die letzten zwei Hindernisse zur Bresche öffnete, über die die Stadt von Sultan Tipu von Mysore, der dabei sein Leben verlor, gestürmt wurde. Vom Regiment waren 35 Mann verwundet und 40 Mann gefallen: Leutnant Matthey, 1 Hilfschirurg, 3 Wachtmeister, 5 Korporale, 2 Tambouren, 25 Soldaten; 1 Mann war ertrunken, und 2 wurden vermisst. Pierre-Frédéric de Meuron, zum Militärgouverneur von Sri Lanka ernannt, hatte in der südindischen Stadt Arni im Bezirk Tiruvannamalai die ganze Mysore-Kampagne geleitet. Er kehrte 1801 nach London und 1807 nach Neuenburg zurück. Das Kommando des Regiments, in Seringapatam stationiert, übernahm Jean-Pierre de Meuron-Bullot, der aber zwei Jahre später beim Kentern des Beibootes beim Übersetzen zum Schiff für eine Reise nach Europa ertrank. Das gleiche Schicksal ereilte seinen Nachfolger Henry-David de Meuron, 1802 Militärgouverneur von Pondicherry, der ebenfalls ertrank. 1805 verschob sich das Regiment nach Fort George in Madras, bevor es 1806, nachdem eine grössere Anzahl der Regimentsangehörigen in andere englische Einheiten in Indien übergetreten war, mit 35 Offizieren, 16 Wachtmeistern und 116 Mann (und unter Zurücklassung von 19 «Regimentskindern» in Waisenhäusern) nach England verschifft wurde, wo es acht Monate später eintraf. Dort und später in Gibraltar (mit piemontesischen und deutschen Deserteuren aus napoleonischen Truppen) konnte es seine Bestände wieder ergänzen, bevor es 1808 in Messina als Teil der britischen Besatzungsarmee von Sizilien ruhigere Zeiten verbrachte. 1809 erneuerte Oberst Lardy die Kapitulation für weitere sieben Jahre und verkaufte 1812 das Regiment, in Malta stationiert und zum dritten Mal mit neuen Uniformen ausgestattet, an Major Georg Wyndham. Das Kommando übernahm der amtsälteste Offizier, Oberstleutnant Anton Kaspar Zweifel, der die Funktion zusammen mit François-Henri de Meuron-Bayard ausübte. Das Regiment wurde 1813 zur Verstärkung der Truppen des Generalgouverneurs von Kanada, George Prevost, die sich im Britisch-Amerikanischen Krieg gegen die amerikanischen Kräfte in der Defensive befanden, mit seinen nun 1'200 Mann in Malta in den drei Schiffen Regulus, Melpomene und Dover nach Übersee eingeschifft, wo sie nach vier Monaten Überfahrt eintrafen. Prevost hatte 1814 seine Truppen in zwei Angriffskolonnen bereitgestellt: Die erste, bestehend aus drei Brigaden unter General Gordon Drummond, darunter das Regiment von Wattenwyl, stiess vom Lake Ontario zur Hauptstadt Washington vor, musste sich aber verlustreich wieder zurückziehen. In der zweiten Angriffskolonne von General Thomas Brisbane, die mit einem Vorstoss entlang des Lake Champlain die Stadt New York als Angriffsziel hatte, bildete das Regiment de Meuron eine Brigade mit Kanadischen Jägern. Dem Regiment de Meuron gelang es dabei, den einen Teil der durch den Saranac-Fluss zweigeteilten Stadt Plattsburgh einzunehmen. Vom wohl tüchtigen Administrator, aber zögerlichen Militär Prevost zurückgehalten, das schwach verteidigte Fort der Amerikaner auf der anderen Seite zu stürmen, harrte es sechs Tage unter schwerem Feuer rund um die Uhr aus und musste schliesslich zusehen, wie die englische Unterstützungsflotte auf dem Lake Champlain von einem amerikanischen Verband besiegt wurde. Gleich bei der ersten Salve der amerikanischen Artillerie war der englische Flottenchef getötet worden. Es blieb dem Regiment de Meuron nur noch, den Rückzug der englischen Artillerie zu decken. Hauptmann Frédéric Matthey, der Bruder des in Seringapatam gefallenen Leutnants, hielt die Brücke über den Fluss bis zuletzt offen. Im nächsten Jahr fand eine Inspektion das Regiment in gutem Zustand. 1816 wurde das Kolonialregiment de Meuron unter François-Henry de Meuron-Bayard aufgelöst. In Quebec bestiegen 27 Offiziere, 37 Wachtmeister, 22 Korporale, 7 Tambouren und 232 Soldaten, insgesamt 325 Mann, mit ihren Familien das Schiff Elisa zurück nach Europa und in die Schweiz. Der Rest blieb in Nordamerika. Ein paar davon – Emanuel von May, Protais d’Odet d’Orsonnens und Gaspard Adolphe Fauche – führten 1816 noch eine Expedition von Schweizer Soldaten an den Red River, wo die schottischen Siedler von Selkirks-Kolonie von den lokalen Métis bei Seven Oaks vernichtet worden waren, und säuberten die Gegend von den indianischen Überfallkommandos. Aber da war das Kolonialregiment de Meuron bereits Geschichte. |                                                                                |

| Bezeichnung, Einsatzdauer         | (9eng) Regiment Stuart «Queen’s Own Germans» nicht regulär 1798–1818 | (9eng) Regiment Stuart «Queen’s Own Germans» nicht regulär 1798–1818                                                                      |
| Jahr, Vertragspartner             | Vom britischen Oberbefehlshaber General Charles Stuart in Menorca 1798 gegründet, ohne jeglichen Einfluss der eidgenössischen Tagsatzung. | Vom britischen Oberbefehlshaber General Charles Stuart in Menorca 1798 gegründet, ohne jeglichen Einfluss der eidgenössischen Tagsatzung. |
| Bestand, Formation                | 1 Regiment. Keine Angaben über Bestand und Organisation. | |
| Herkunft Kader, Truppe            | Deserteure aus den Schweizer Regimentern Rüttimann und Jann. Je nach Quelle soll es sich um 300 Mann, 738 polnische und ungarische Deserteure oder sogar 1'000 Deutsche, die als österreichische Gefangene von Frankreich für zwei Dollar pro Kopf an Spanien verkauft worden seien, gehandelt haben. | |
| Besitzer, Kommandant, Namensgeber | Brigadegeneral John Stuart, gleichnamiger Truppenkommandeur unter Generalleutnant Charles Stuart, Kommandant des erfolgreichen britischen Expeditionskorps bei der Eroberung von Menorca 1798 mit der Festung San Felipe. | |
| Einsatz, Ereignisse               | Bei der Kapitulation der spanischen Truppen in Ciutadella auf Menorca erhielten auch 2 Bataillone des Regiments Rüttimann und 1 Bataillon des Regiments Jann freien Abzug, allerdings ohne ihre Deserteure. Aus diesen soll der Truppenkommandeur unter dem britischen Oberbefehlshaber gleichen Namens das Regiment Stuart gebildet haben. Es wurde dann 1800 als Regiment Minorca (deutsch: Menorca) nach Gibraltar und 1801 nach Ägypten verlegt, wo es sich in der Schlacht von Alexandria unter General Abercromby gegen Napoleons Kavallerie auszeichnete, eine Infanteriefahne erbeutete, jedoch 300 Mann von 795 auf dem Schlachtfeld liess. Als Auszeichnung erhielt es 1802, als es aus Ägypten zurückgezogen wurde, den Namen Regiment Queen’s Own Germans (deutsch: der Königin eigene Deutsche). 1803 unter General Moore im Shorncliffe-Armeelage im Shorncliffe System trainiert und zur 95th foot of light infantry (deutsch: leichtes Infanterieregiment Nummer 95) geworden, kämpfte es von 1808 bis 1811 als Teil der Rifle Brigade (deutsch: Gewehr Brigade) unter dem Herzog von Wellington im Spanischen Unabhängigkeitskrieg gegen Frankreich, in Portugal in der Schlacht bei Vimeiro und in Spanien bei Talavera sowie bei Albuera. Das «95th foot» war eine der ersten Einheiten, bei denen das Brown Bess durch das Baker Rifle abgelöst wurde. Dieses britische Regiment mit (mindestens teilweise) schweizerischem Ursprung wurde 1818 aufgelöst. | |

## Napoleon, die personifizierte französische Herausforderung
Auch in die Koalitionskriege gegen Napoleon wurde Grossbritannien, als führende Anhängerin der alten Ordnung, unvermeidlich immer tiefer verwickelt, auch in der Schweiz.
Vor allem auf unermüdliches Betreiben des nach Augsburg emigrierten letzten Schultheissen von Bern, Niklaus Friedrich von Steiger, der über den britischen Legationssekretär James Talbot mit dem Aussenminister Grossbritanniens, Lord Grenville, in Verbindung stand und der auch die wichtigsten Schweizer Emigranten in Süddeutschland zusammenführte.
Daraus entstand 1798 am kaiserlichen Hof in Wien ein Plan der führenden Schweizer Emigranten gegen Napoleon und die Helvetische Verfassung:
- 1. Das englische Kabinett liefert die nötigen Mittel für die Agitation in der Schweiz und – bei Ausbruch des Krieges – genügende Subsidien für die Aufstellung schweizerischer Truppen.
- 2. Osterreich nimmt die Schweizer, die unter eigener Fahne zur Befreiung ihres Vaterlandes sich erheben, in seine Dienste.
- 3. Schultheiss von Steiger reist nach Berlin, um Preussen zum Anschluss an Osterreich zu bringen und, durch Vermittlung des russischen Gesandten in Berlin, des Fürsten von Repnin, die österreichisch-russischen Annäherungsversuche zu unterstützen.
- 4. Koadjutor von Dalberg vertritt die Sache der Schweiz bei den deutschen Reichsständen.
- 5. Fürstabt Pankraz von St. Gallen stellt seine Geistlichen für die Agitation in der Ostschweiz zur Verfügung und erhält selbst die Verbindung mit Thugut aufrecht.
- 6. Hotze, in Verbindung mit dem kaiserlichen Geschäftsträger in Chur, Anton von Cronthal,[35] veranlasst vorsichtig die Graubündner zu einem Hilfegesuch an den Kaiser.
- 7. Isaak de Rovéréa übernimmt die Leitung der Agitation, welche nach allgemein genehmigten Bestimmungen geführt werden soll.

Dieser Plan führte schliesslich zur Finanzierung von mehreren Schweizer Emigranten-Regimentern im österreichischen Heer in englischem Solde.
Sie kämpften ab 1799 im Zweiten Koalitionskrieg, der die Schweiz zum weitflächig verheerten Kriegsschauplatz werden liess, als Teil der alliierten Streitkräfte in der Ersten und Zweiten Schlacht bei Zürich dann allerdings vergeblich gegen die französische Besetzung des Landes.
Der Friede von Lunéville 1801 liess die Schweiz trotzdem als «helvetische» französische Tochterrepublik zurück.
| Bezeichnung, Einsatzdauer         | (10eng) Emigranten-Regiment de Rovéréa nicht regulär 1799–1801 | (10eng) Emigranten-Regiment de Rovéréa nicht regulär 1799–1801 |
| Jahr, Vertragspartner             | 1799, Privatkapitulation von Oberst Ferdinand Isaak de Rovéréa mit dem englischen Botschafter William Wickham im Auftrag von Generalleutnant John Ramsay, Beauftragter für Fremdtruppen des britischen War Office unter Henry Dundas, im Namen von Georg III. |                                                                |
| Bestand, Formation                | Sollbestand: 1 Regiment mit 14 Kompanien, inklusive je 2 Grenadier- und Jägerkompanien. Rovéréa kam aber nicht wesentlich über einen Bestand von 800 Mann heraus, erst 1800 waren ca. 1'000 Mann in 2 Bataillonen einsatzbereit. Die Uniform bestand aus einem dunkelgrünen Waffenrock mit schwarzem Kragen, Futter und Aufschlägen, gelben Knöpfen und roter Armbinde, hellblauen enganliegenden Hosen und einem hohen Hut. Im November 1799 wurde der Hut durch den Tschako ersetzt. |                                                                |
| Herkunft Kader, Truppe            | Schweizer Exilanten, vor allem Berner, Freiburger und Solothurner, die gegen die französische Besatzung und die helvetische Verfassung kämpfen wollten. Es waren auch einige französische Deserteure dabei. |                                                                |
| Besitzer, Kommandant, Namensgeber | Oberst Ferdinand Isaak de Rovéréa aus Vevey, mit Eugène de Courten aus Siders als Oberstleutnant und als Major dem Solothurner Karl Anton von Glutz, Alt-Landvogt von Falkenstein; 1799 Oberst Friedrich von Wattenwyl (vom Murifeld) aus Bern. |                                                                |
| Einsatz, Ereignisse               | Rovéréa, Gegenrevolutionär und ehemaliger Offizier im Regiment von Erlach in Frankreich, hatte im Vorjahr zur Verteidigung von Bern eine 600 Mann starke «Légion fidèle» aufgestellt. Beim französischen Einmarsch geriet sie in den Kampf bei Nidau und musste sich drei Tage später ergeben. Rovéréa ging nach Deutschland ins Exil und bildete in Neu-Ravensburg mit englischem Geld sein Regiment, das von Schultheiss von Steiger vereidigt wurde und 1799 im Korps von General Friedrich von Hotze, General schweizerischer Herkunft, als einziges bereits existierendes der fünf Emigranten-Regimenter in der Ersten Schlacht bei Zürich in der kaiserlichen Hauptarmee zum Einsatz kam. Am durch patriotische Flugblätter, u. a. auch von de Rovéréa und von Steiger, vorbereiteten Vorstoss der alliierten österreichisch-russischen Hauptmacht unter Erzherzog Karl 1799 von Norden an die Aare- und Limmatlinie in der Ersten Schlacht bei Zürich waren auch die Kompanien der Hauptleute von Diessbach und von Wattenwyl beteiligt. Sie wurden in Gefechten bei Andelfingen und Embrach arg zerzaust und kamen später stark reduziert wieder zum Gros der Truppe zurück. Dieses hatte im Korps Gavassini, das die linke Flanke sicherte, den Talkessel von Glarus zu besetzen. Es wehrte am Walensee und bei Näfels erfolgreich französische Angriffe ab und konnte in Glarus eine konterrevolutionäre Regierung etablieren. Ein eigenmächtiger Vorstoss über den Pragelpass ins Muotatal gegen Schwyz hingegen misslang unter Verlust von 2 Kanonen, etwa 200 Gefangenen und über 35 Gefallenen. Nachdem Zürich durch die Alliierten erobert war, wurde das Emigranten-Regiment Rovéréa dorthin beordert, die Jägerkompanien als Besatzung ins «revolutionäre» Höngg, das Gros auf Vorposten nach Wollishofen. Dort hatte es sich einmal gegen einen französischen Angriff zu behaupten und dabei 21 Tote und 63 Verwundete zu beklagen. Nach seiner Neuorganisation in Küssnacht (sowie der Unterdrückung einer Meuterei der Jägerkompanie) erhielt das Regiment den Auftrag, in Rapperswil als Besatzung, in Ablösungen, von neun Schiffen auf dem Zürichsee zu dienen (in Ergänzung der schwachen Postenkette am rechten Zürichseeufer des Emigranten-Regiments Bachmann). In der Zweiten Schlacht bei Zürich, als die Alliierten wieder über den Rhein zurückgeworfen wurden, waren die Hoffnungen der Emigranten gescheitert. Das Emigranten-Regiment Rovéréa wurde in Rapperswil abgeschnitten, zog sich selbständig über St. Gallen und die Schiffbrücke bei Höchst nach Vorarlberg zurück und bezog gleich dort Stellung. Im Winterquartier in einigen Dörfern bei Augsburg (Oberhausen, Gersthofen, Gablingen) kam es, ausgehend wieder von den Jägern, zu einer Meuterei von Teilen des Regiments, die zur Entlassung von Rovéréa führte. Oberst Friedrich von Wattenwyl wurde neuer Kommandant des Regiments. Der Brigade von Erzherzog Ferdinand im Hauptheer Österreichs (die beiden anderen Emigranten-Regimentern Bachmann, von Salis sowie das Freikorps Managhetta waren hingegen der Bündner- und Vorarlbergerarmee von General Reuss zugewiesen) zugeteilt, verschob es sich im neuen Jahr nach Waldshut vor. Beim französischen Vorstoss über den Rhein nördlich von Basel wurde es beim österreichischen Rückzug, unter Verlust von zwei Dritteln seines Bestandes (auch durch Desertion), in Messkirch und im Memmingen in Kämpfe verwickelt und schliesslich in Ingolstadt zusammen mit anderen Truppen eingeschlossen. Beim Friedensschluss von Lunéville 1801 stand das Emigranten-Regiment Rovéréa, mit Nichtschweizern wieder komplettiert, im Winterquartier in Leitomisl in Böhmen. Es verschob sich von da nach dem Frieden von Lunéville, wie die anderen britisch finanzierten Truppen, in die Steiermark und wurde dort 1801 aufgelöst. Aus seinem Bestand traten 30 Offiziere und 200 Mann zum Regiment von Wattenwyl über. |                                                                |

| Bezeichnung, Einsatzdauer         | (11eng) Emigranten-Regiment Bachmann nicht regulär 1799–1801 | (11eng) Emigranten-Regiment Bachmann nicht regulär 1799–1801 |
| Jahr, Vertragspartner             | 1799, Privatkapitulation von Niklaus Franz von Bachmann mit dem englischen Botschafter William Wickham im Auftrag von General-Leutnant John Ramsay, Beauftragter für Fremdtruppen des britischen War Office unter Henry Dundas, im Namen von Georg III. Das Regiment wurde im Sommer 1799 mit der Absicht des britischen War Office aufgestellt, eine Schweizer Brigade von mehreren Regimentern zusätzlich zu demjenigen von Rovéréa zu formieren. Offiziere fanden sich genug. Bei der Mannschaft war der Passus, dass die Truppe auch im (grenznahen) Ausland eingesetzt werden könne, offenbar ein gewisses Hindernis. |                                                              |
| Bestand, Formation                | 1 Regiment von ca. 1'200 Mann in 2 Bataillonen nach der Sollorganisation von 1799, die von Bachmann in einem Befehl weiter konkretisiert wurde. Anstelle der landesüblichen Zipfelmützen und Leinenmäntel oder Blusen wurde dieselbe Uniform wie im Emigranten-Regiment Rovéréa, allerdings mit blauem Waffenrock und einem «B» («B» für Bachmann) auf dem Hut, eingeführt. Im November 1799 wurde der Hut durch den Tschako ersetzt, mit ovalem Messing-B-Schild. |                                                              |
| Herkunft Kader, Truppe            | Schweizer, vor allem Zürcher und Ostschweizer. Das Offizierskader stammte mehrheitlich aus Zürich und Glarus, aber teilweise auch aus der Westschweiz. |                                                              |
| Besitzer, Kommandant, Namensgeber | Generalmajor Niklaus Franz von Bachmann (ex sardinisch-piemontesischer Dienst) aus Näfels Kanton Glarus, mit Oberstleutnant Fridolin Hauser aus Glarus. Bachmann wurde 1799, trotz den britischen Bedenken über seine Eignung, zum Generalinspekteur aller und 1800 zum «Brigadechef» der Emigranten-Regimenter ausser Rovéréa ernannt, hatte diese Truppe aber nie vollständig beisammen. |                                                              |
| Einsatz, Ereignisse               | Bachmann konnte in kürzester Zeit 1'000 Mann ausheben, musste aber infolge Mangels an Waffen und Ausrüstung vorerst zwei Monate im Depot Winterthur verbringen, die er mit täglichem Exerzieren nutzte. Seine Offiziere verfassten dazu sogar eigene Reglemente. So entstand durch dauerndes Üben, Exerzieren und Kontrollieren in kurzer Zeit ein brauchbarer, disziplinierter Truppenverband. Das Emigranten-Regiment Bachmann wurde vereidigt und kam zu drei wichtigen Einsätzen: 1799 hatte es bei den Kämpfen in der Zweiten Schlacht bei Zürich den Auftrag, die rechte Seeuferachse entlang des Zürichsees freizuhalten und allfällige französische Landungen zu verhindern, um den im Raum Zürich operierenden Truppen die Rückzugsmöglichkeit ins Hinterland freizuhalten. Unter russischem Kommando in Detachementen auf Posten am rechten Zürichseeufer abgeschnitten, gerieten dabei Teile des Regiments durch einen französischen Vorstoss aus dem Raum Uznach in Gefangenschaft, andere wurden von berittenen Kosaken stark reduziert. Dem Gros gelang es, sich, mit Verlusten – gegen 500 Ostschweizer Soldaten nutzten die Gelegenheit zur Desertion – nahezu aufgelöst, durch die Ostschweiz und über die Schiffbrücke in Höchst nach Vorarlberg zurückzuziehen. Es bezog für kurze Zeit eine Vorpostenstellung in Gaissau und wurde dann nach Dornbirn verlegt, wo es wieder Zuzug erhielt. Sein Winterquartier fand es in 12(!) Dörfern (Oberbalzheim, Sinningen, Erolzheim, Beuren, Mooshausen, Haslach, Dietenheim, Wain, Kirchberg, Bergheim, Gutenzell, Bonlanden) bei Memmingen südlich von Ulm, was der Disziplin und Ausbildung nicht gerade förderlich war. 1800 war der Auftrag der Brigade Jelačić in der Kampfgruppe von General Reuss, Feldkirch zu halten. Sie bestand aus dem Regiment Bachmann, dem Freikorps Managhetta und weiteren Truppen und sollte einerseits einen französischen Vorstoss aus Liechtenstein oder Graubünden verhindern und andererseits die Arlbergachse nach Bayern sperren. Als der französische Angriff der Brigade Molitor auf diese Sperrstellung in ihrem Kernbereich zum Stehen gebracht war, ordnete Jelačić, eine französische Umgehung durch das Kleinwalsertal befürchtend, den Rückzug über den Arlberg an. Bachmann kommandierte die Nachhut. Diese, sein Regiment verstärkt mit dem Freikorps Managhetta, einem österreichischen Infanteriebataillon, einer Kavallerieschwadron und einigen Kompanien Landesschützen, erreichte unbehelligt Stuben, als ein Waffenstillstand sein Regiment hinter die Passhöhe nach Imst beorderte. Auch dabei verlor das Regiment durch Deserteure an Bestand. Beim Ablauf des Waffenstillstandes und der Wiederaufnahme der Kämpfe im November befand sich Bachmann, nun als Kommandant der Vorhut-Brigade des Verbindungskorps Auffenberg, im tief verschneiten Oberinntal bei Nauders. Die französische Division Baraguey der Graubünden-Armee MacDonalds rückte durch das Oberengadin bis Zuoz und S-chanf vor und drängte Bachmanns Brigade mit den Regimentern Bachmann und von Salis, den auf 200 Mann geschrumpften Milizen Managhettas, 3 österreichischen Infanteriebataillonen, 10 Kompanien Tiroler Landesschützen, 1 Schwadron Dragoner und 12 Feldgeschützen im Unterengadin zwischen Zernez und Martina zusammen. Kälte und mangelhafte britische Versorgung kosteten Dutzenden Soldaten das Leben durch Erfrieren, Krankheit oder Erschöpfung. Trotzdem gelang einem schweizerisch-österreichischen Stosstrupp ein gut vorbereiteter Handstreich auf die französischen Stellungen der 3. Orient-Halbbrigade bei Zuoz und S-chanf. Es fielen dabei 2 Bataillonskommandanten, 30 Offiziere und 313 Unteroffiziere und Soldaten sowie eine Fahne in die Hände der Angreifer. Die bittere Kälte führte jedoch bei fast der Hälfte der Mannschaft zu erfrorenen Gliedern und Kampfunfähigkeit. Im Frühjahr 1801 musste sich die Vorhut-Brigade Bachmann vor der französischen Übermacht wieder hinter Martina zurückziehen, wo sie die Nachricht vom Frieden von Lunéville erreichte. Sie verschob sich von da, wie die anderen britisch finanzierten Truppen, in die Steiermark. Das Emigranten-Regiment Bachmann wurde dort im Mai 1801 entlassen. Drei Wochen später traten 4 Offiziere und 118 Mann zum Regiment von Wattenwyl über. |                                                              |

| Bezeichnung, Einsatzdauer         | (12eng) Emigranten-Regiment von Salis-Marschlins 1799–1801 | (12eng) Emigranten-Regiment von Salis-Marschlins 1799–1801 |
| Jahr, Vertragspartner             | 1799, Privatkapitulation von Anton von Salis-Marschlins, - einerseits mit dem englischen Botschafter William Wickham im Auftrag von General-Leutnant John Ramsay, Beauftragter für Fremdtruppen des britischen War Office unter Henry Dundas, im Namen von Georg III., - andererseits mit Erzherzog Karl - für ein Bündner Jägerregiment zu Fuss. Die Werbung wurde von der Interimalregierung des Kantons Rätien unter Präsident Anton von Salis-Soglio mit einem Aufruf an die Gemeinden unterstützt. |                                                            |
| Bestand, Formation                | 1 Regiment von 2 Bataillonen mit ca. 1'400 Mann in 10 Kompagnien (1. und 2. Jägerkompagnie, Füsilierkompagnien Conzett, Toggenburg, Buol, Paravicini, Salis, Misani, Gugelberg, Tscharner). Die Uniform entsprach derjenigen des Emigranten-Regiments Rovéréa, allerdings mit blauem Waffenrock und grünem Umschlag, Futter und Kragen (als Jägerkorps gekennzeichnet). Im November 1799 wurde der Hut durch den Tschako ersetzt. Die Bewaffnung erfolgte vertragsgemäss aus österreichischen Zeughäusern. Die Langwaffe dürfte die österreichische Muskete M1798 gewesen sein. |                                                            |
| Herkunft Kader, Truppe            | Die Kommandanten aus Graubünden. Bereits bei den Offizieren tauchen europäische Namen auf. Die Mannschaft dürfte einen beträchtlichen Anteil Nichtbündner aufgewiesen haben. |                                                            |
| Besitzer, Kommandant, Namensgeber | Generalleutnant Anton von Salis-Marschlins von Igis in Graubünden als Besitzer. Er führte, auslandabwesend, das Regiment nicht selber. Oberstleutnant Josef Vinzenz von Salis-Samaden hatte das Kommando. |                                                            |
| Einsatz, Ereignisse               | Das Emigranten-Regiment von Salis formierte sich in Feldkirch mit Kantonnementen in den heutigen Ortsteilen Altenstadt, Levis und Gisingen. Das Depot wurde in Chur eingerichtet, trotz Widerstand des dortigen Stadtrates. Als nach der Zweiten Schlacht bei Zürich der alliierte Rückzug begann, hatte von Salis einen Bestand von rund 600 Mann erreicht und wurde nach Kempten verlegt, wo er den ganzen Winter über bis im Frühling 1800 verblieb. Im April hatte er 1'400 Mann unter der Fahne (schwarz-gelb-rot geflammt mit dem weissen Kreuz und den von Lorbeerkränzen umgebenen Inschriften «Bündtner Regiment von Salis» und «Pro Deo et Patria») versammelt und wurde nach Feldkirch beordert. Wie das Emigranten-Regiment Bachmann und das Freikorps Managhetta der Bündner- und Vorarlbergerarmee von General Reuss unterstellt, wurde das Regiment in Graubünden eingesetzt, was sich vorerst in der Desertion von 300 Soldaten auswirkte. Sie wurden trotz Massnahmen der Heeresleitung meist von ihren Heimatgemeinden versteckt und geschützt. Die Desertion blieb ein Problem, auch als das Regiment den Sommer 1800, ohne Feindkontakt, im Bergell, Oberengadin und Puschlav verbrachte. Drei Kompagnien mussten deswegen aufgelöst werden. Von den restlichen standen im Herbst vier und das Artilleriedetachement in Müstair im Münstertal und drei Kompagnien (Gugelberg, Conzet und Paravicini) im Oberengadin mit Vorposten auf der Maloja. Gegen Ende Jahr zurückgezogen ins Unterengadin, wurde das Emigranten-Regiment von Salis Teil der Vorhut-Brigade Bachmann und wurde nach deren Winterkampagne (siehe unter Emigranten-Regiment Bachmann) 1801 in der Steiermark entlassen. Aus dem entlassenen Regiment traten 5 Offiziere und 200 Mann zum Regiment von Wattenwyl über. |                                                            |

| Bezeichnung, Einsatzdauer         | (13eng) Emigranten-Regiment Paravicini nicht regulär 1799 | (13eng) Emigranten-Regiment Paravicini nicht regulär 1799 |
| Jahr, Vertragspartner             | 1799, Privatkapitulation von Emil Paravicini mit dem englischen Botschafter William Wickham im Auftrag von General-Leutnant John Ramsay, Beauftragter für Fremdtruppen des britischen War Office unter Henry Dundas, im Namen von Georg III., im Einverständnis mit General Hotze und Oberstleutnant Craufurd, britischer Verbindungsmann bei den Schweizer Emigranten-Regimentern. |                                                           |
| Bestand, Formation                | Maximal 300 Mann. |                                                           |
| Herkunft Kader, Truppe            | Aus der ganzen Schweiz und teilweise auch Ausland. |                                                           |
| Besitzer, Kommandant, Namensgeber | Emil Paravicini aus Glarus. |                                                           |
| Einsatz, Ereignisse               | Anders als die von den Briten geplanten Schweizer Regimenter von Reding, Escher vom Berg und Graf Thurn sowie ein Korps schweizerischer Guiden zu Pferd kam das Emigranten-Regiment Paravicini über das Projektstadium hinaus. Es hatte allerdings nur ein kurzes Leben. Offenbar hatte Paravicini einen schlechten Ruf wegen einer Unterschlagung, was die Werbung behinderte. Als der englische Botschafter William Wickham (siehe Weblinks) davon erfuhr, verlangte er die Untersuchung entweder durch die Glarner Regierung oder ein Gericht von Schweizer Offizieren, suspendierte Paravicini und übertrug das Kommando an dessen Bruder Fridolin (?). Beim alliierten Rückzug nach Schwaben nach der Zweiten Schlacht bei Zürich 1799 verlief sich das Regiment in alle Richtungen und wurde nicht wiederhergestellt. |                                                           |

| Bezeichnung, Einsatzdauer         | (14eng) Emigranten-Bataillon de Courten nicht regulär 1800–1801 | (14eng) Emigranten-Bataillon de Courten nicht regulär 1800–1801 |
| Jahr, Vertragspartner             | 1800, Privatkapitulation von Eugène de Courten mit dem englischen Botschafter William Wickham im Auftrag von General-Leutnant John Ramsay, Beauftragter für Fremdtruppen des britischen War Office unter Henry Dundas, im Namen von Georg III., im Einverständnis mit General Melas, österreichischer Oberbefehlshaber in Oberitalien, für ein Walliserkorps. |                                                                 |
| Bestand, Formation                | 1 Bataillon mit 3 Kompagnien und ca. 400 Mann. |                                                                 |
| Herkunft Kader, Truppe            | Walliser Emigranten im Piemont, Angehörige der aufgelösten sardinischen Schweizerregimenter und Rekruten direkt aus dem Wallis (über die verschneiten Pässe zugegangen). |                                                                 |
| Besitzer, Kommandant, Namensgeber | Oberstleutnant Eugène de Courten aus Siders. |                                                                 |
| Einsatz, Ereignisse               | De Courten war 1798 während des Aufstandes der Oberwalliser gegen die Helvetische Republik in ein schiefes Licht geraten. Er emigrierte nach Feldkirch und kam in Kontakt mit den Emigranten von Augsburg, insbesondere mit von Steiger und Rovéréa. Schliesslich übernahm er die Funktion als Oberstleutnant im Emigranten-Regiment Rovéréa. Als im Winter 1799/1800 Rovéréa durch von Wattenwyl ersetzt wurde, ersuchte er erst um seinen Abschied, liess sich aber dann auf den Vorschlag von Wickham ein, im Piemont ein Walliserkorps auszuheben. Trotz den Instruktionen des britischen Generalinspektors, General-Leutnant John Ramsay, machten ihm die österreichischen Werber für General Melas in Novara das Leben schwer. Im Aostatal komplettierte er seine Werbung, aber um einiges langsamer. In der Brigade von Johann Festenberg von Hassenberg der Division von Andreas von Hadik-Futak dem Jüngeren (Sohn von Andreas Hadik von Futak) kämpfte er in den Gefechten von Turbigo und Novara. Nur noch 280 Mann stark, wurde er nach Stra an der Brenta bei Venedig zurückgezogen und dort isoliert. Auf eigene Rechnung brachte er die Reste seines Bataillons nach dem Frieden von Lunéville über die Alpen in die Steiermark zu den anderen Schweizer Emigranten-Regimentern und wurde dort mit diesen 1801 entlassen. Vom abgedankten Emigranten-Bataillon traten 4 Offiziere und 189 Mann zum Regiment von Wattenwyl über. |                                                                 |

| Bezeichnung, Einsatzdauer         | (15eng) Emigranten-Freikorps Managhetta nicht regulär 1799–1801 | (15eng) Emigranten-Freikorps Managhetta nicht regulär 1799–1801 |
| Jahr, Vertragspartner             | 1799, Privatkapitulation von Rittmeister von Managhetta mit dem englischen Botschafter William Wickham im Auftrag von General-Leutnant John Ramsay, Beauftragter für Fremdtruppen des britischen War Office unter Henry Dundas, im Namen von Georg III., auf Veranlassung von Brigadier Jelačić, aus der österreichischen Bündner- und Vorarlbergerarmee von General Reuss. |                                                                 |
| Bestand, Formation                | 1 Freikorps von schwankender Grösse. |                                                                 |
| Herkunft Kader, Truppe            | Bestand 1799: - Zürcher Pikettbataillon von 462 Mann mit 7 Kompanien: Oberstleutnant Johann Jakob Meyer und die Hauptleute Heinrich Meyer, Heinrich Füssli, Johann Ernst, Salomon Weiss, Heinrich Spöndli, Konrad Hirzel sowie (Jäger) Kaspar Freudenweiler; - Kontingent Appenzell-Ausserrhoden mit 431 Mann in 6 Kompanien: Oberst Johannes Zellweger und die Hauptleute Hans Ulrich Zuberbühler, Johann Anton Tribelhorn, Johannes Hörler, Johann Müller, Johann Ulrich Isenhut sowie Johannes Näf; - Schwyzer Kontingent von in 5 Kompanien: Hauptleute Franz Xaver Fälckli und Thomas Herket (Schwyz: 223 Mann), Ehrler (Muotatal), Gyr (Einsiedeln: 122 Mann) sowie k. A. (Lachen: 105 Mann); - Glarner Kontingent von 371 Mann in 4 Kompanien: Hauptleute Konrad Schindler, Schmid, Leuzinger und Hefti; - Urner Kontingent mit 180 Mann in 2 Kompanien: Hauptleute Josef Anton Arnold und Johann Josef Marti; - Kompanie Menzingen (Zug): Hauptmann Josef Anton Staub; - Detachement Schaffhausen: Leutnant Johann Konrad Ermatinger; - Kompanie Uznach: k. A.; - Detachement Nidwalden: 130 Emigranten. |                                                                 |
| Besitzer, Kommandant, Namensgeber | Der königlich-kaiserliche Rittmeister Managhetta von Lerchenau, Modena-Dragoner aus dem böhmischen Dragoner-Regiment No. 5, Angehöriger eines Adelsgeschlechts aus Niederösterreich. |                                                                 |
| Einsatz, Ereignisse               | Als im Sommer 1799 die Brigade Jelačić in der Kampfgruppe von General Reuss aus der Innerschweiz an die Linth zurückweichen musste, befanden sich in ihren Reihen gegen tausend freiwillige oder von den Regierungen aufgebotene irreguläre Milizen: Urner, Schwyzer, Unterwaldner, Zuger, Leute aus Einsiedeln, Lachen und Uznach. Viele davon hatten ihre Familien dabei. Nach den Kämpfen im Glarnerland wurden sie Ende August zusammen mit einem Kontingent Appenzeller in Schänis dem Rittmeister Managhetta als Kommandant unterstellt. Er konnte aus einem Fonds des englischen Botschafters William Wickham, der auch für die Familien eine gewisse Summe spendete, jedem Soldaten täglich wenigstens einen bescheidenen Geldbetrag und ein Pfund Brot ausrichten. Trotzdem hatten diese grosse Entbehrungen auf sich zu nehmen. Bei der Zweiten Schlacht bei Zürich stand das Korps ohne Feindberührung im Raum Uznach und zog sich mit den Truppen des Nachfolgers des gefallenen Generals Hotze, Franz Petrasch, durch das Toggenburg, wo er das Appenzeller Kontingent verabschiedete, in den Raum Bodensee nach Lindau zurück. Seine Reihen hatten sich stark gelichtet: die beiden Schwyzer und die Einsiedler Kompagnien sowie die beiden Urner Einheiten waren je auf eine Kompagnie geschrumpft. Zudem gingen nach einem Gefecht die Milizionäre oft nach Hause, um nach ein paar Tagen wieder aufzutauchen. Jelačić «was not amused». In Lindau jedoch entwickelte sich, trotz aller Schwierigkeiten, ein Vertrauensverhältnis der Milizionäre zu Managhetta, und aus dem desorganisierten Haufen entstand langsam eine gegliederte Einheit. Den Winter 1799/1800 verbrachte sie im Raum Bregenz und kämpfte im Frühjahr, nun noch 400 Mann stark, zusammen mit dem Emigranten-Regiment Bachmann in der Brigade Jelačić in Feldkirch. Beim Rückzug über den Arlbergpass der Nachhut unter dem Kommando von Oberst Bachmann unterstellt, teilte sie von da an das Schicksal von dessen Regiment (siehe dort). Auch die Reste des Freikorps Managhetta wurden 1801 in der Steiermark entlassen. |                                                                 |

## Ihrer Majestät Diplomaten machen kurzen Prozess
Die Rechnung der Alliierten, Großbritanniens und der Emigranten war nicht aufgegangen. Napoleon hatte gewonnen.
Bei Hohenlinden hatte das Korps von General Moreau den direkten Weg auf die österreichische Hauptstadt Wien freigemacht. Kaiser Franz II. blieb nichts anderes mehr übrig, als den von Erzherzog Karl erreichten Waffenstillstand von Steyr zu akzeptieren, um die Demütigung eines französischen Einmarsches in die Hofburg zu vermeiden. Im nachfolgenden Frieden von Lunéville Anfang 1801 folgten noch erhebliche Gebietsabtretungen.
Napoleon kontrollierte nun das ganze linksrheinische Europa östlich der Pyrenäen, die Schweiz und Oberitalien bis an die Adria.
Die Schweizer Emigranten, ihre Truppen entwaffnet, hatten die Helvetische Republik zu akzeptieren. Die war immerhin gnädig mit ihnen. Das helvetische Direktorium erliess Ende 1801 eine Generalamnestie. Die Emigranten konnten in die Schweiz zurückkehren.

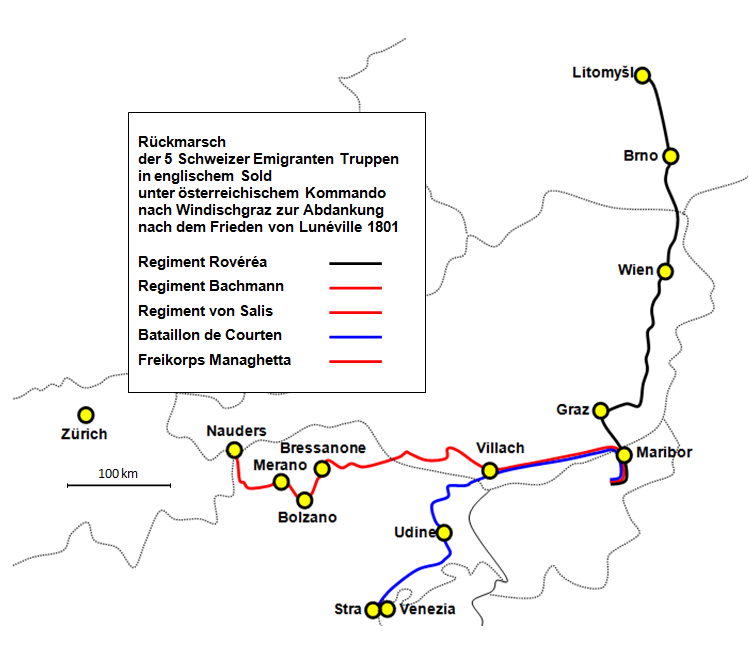
Rückmarsch der Schweizer Emigranten-Truppen 1801 nach Windischgraz

Die Schweizer Emigranten-Regimenter hatten da schon einen weiten Weg hinter sich. Der Vertrag von Lunéville verlangte den Rückzug der kaiserlichen Truppen weit nach Osten: für die britisch finanzierten Schweizer Verbände hiess das in die südliche Steiermark (heute bei Slowenien). Der Marsch dorthin war besonders für die frostgeschädigten Korps von Bachmann und von Salis eine extreme Leistung, mit entsprechenden Verlusten durch Krankheit, Wundbrand, Tod durch Erschöpfung und Desertion. Die letztlich rund 2'400 Mann wurden in 80(!) Dörfern in Windischgraz einquartiert, mit dem Kommando in Gonobitz. Zu guter Letzt brach noch eine Typhusepidemie aus. Was sollte mit den stark mitgenommenen Schweizern geschehen?
Frankreich sollte sie nicht bekommen, und Ihre Majestät hatte schon viel in sie investiert. Grossbritannien bekam deshalb Priorität, der Kaiser wollte es mit Napoleon nicht gleich wieder verderben. Als Bachmann und Anton von Salis, er nun wieder persönlich, mit dem neapolitanischen Dienst liebäugelten und Kader und Mannschaft entsprechend bearbeiteten, machten Wickham und Ramsay daher kurzen Prozess: sie entliessen die Schweizer Truppen kurzerhand – und begannen mit der individuellen Werbung für ein Regiment in britischem Dienst zum allgemeinen Einsatz, jedoch nicht in den Kolonien, aber dafür in Ägypten. Das Vorhaben gelang. Die beiden intrigierenden Obersten standen mit leeren Händen da und fielen zwischen Tisch und Bank.
Wer von der Generalamnestie Gebrauch machen und heimkehren wollte, bekam in Maribor seine Entlassungspapiere, die Offiziere und Unteroffiziere eine anständige Abgangsregelung.
| Bezeichnung, Einsatzdauer         | (16eng) Regiment von Wattenwyl 1801–1816 | (16eng) Regiment von Wattenwyl 1801–1816 |
| Jahr, Vertragspartner             | 1801, Privatkapitulation von Friedrich von Wattenwyl (Murifeld) mit dem englischen Botschafter William Wickham im Auftrag von General-Leutnant John Ramsay, Beauftragter für Fremdtruppen des britischen War Office unter Henry Dundas, im Namen von Georg III. |                                          |
| Bestand, Formation                | 1 Regiment von 46 Offizieren und 799 Mann. |                                          |
| Herkunft Kader, Truppe            | Aus den entlassenen Emigranten-Regimentern, dem Freikorps Managhetta und der Schweizer Kompagnie Durand eines französischen Emigranten-Regiments in britischen Diensten. Zusammen mit dem Kommandanten waren vor allem (Berner) Offiziere des Emigranten-Regiments Rovéréa in der Mehrheit. |                                          |
| Besitzer, Kommandant, Namensgeber | Der Berner Oberst Friedrich von Wattenwyl (Murifeld), mit Oberstleutnant Abraham Ludwig Karl von Wattenwyl (Rubigen), der an Stelle des kränklichen Friedrich das Regiment führte (1810 Oberst, 1812 Besitzer des Regiments), und Major Carl Viktor von Fischer, ebenfalls Berner. |                                          |
| Einsatz, Ereignisse               | Es muss ein ziemlich wilder Haufen in verschiedensten Uniformen gewesen sein, der da in Šoštanj zum Regiment formiert wurde. Unter den 10 Hauptleuten hatte es 3 Berner, 3 Walliser, 1 Appenzeller, 1 Franzosen und 2 übrige Schweizer. Die Mannschaft bestand aus Schweizern, Franzosen, Deutschen, Österreichern, Polen und Italienern. Es waren jedoch alles erfahrene Kriegsleute, und die rigide britische Militärjustiz hielt sie im Zaum (und von der Desertion ab). Den Offizieren gelang es nach und nach, daraus eine tüchtige Truppe zu formen, die sich auf drei Erdteilen bewährte: - In Afrika: Nachdem sie auf dem Marsch nach dem Einschiffungshafen Triest unterwegs in St. Florian noch 150 Mann aufgenommen hatten, die vergeblich auf die versprochene Anstellung in Neapel gewartet hatten, wurden sie über Malta nach Ägypten verschoben. Sie kämpften in der Armee von General Hutchinson bei der erfolgreichen Belagerung von Alexandria. Später wurden sie in der Fremdenbrigade (Regimenter von Roll, von Wattenwyl und Dillon) dem Kommando von Oberstleutnant Jost Dürler unterstellt. - In Europa: 1805 über Malta zurück in Sizilien, wurden sie Teil des Expeditionskorps von Generalmajor John Stuart, der in der Schlacht bei Maida die französischen Truppen von General Reynier ausmanövrierte. 1811 bis 1813 war das Regiment von Wattenwyl in Spanien an der spanischen Kampagne von General-Leutnant Wellesley, insbesondere bei der Verteidigung von Cádiz, beteiligt. - In Amerika: Zur Verstärkung der Truppen des Generalgouverneurs von Kanada, George Prevost, die sich im Britisch-Amerikanischen Krieg gegen die amerikanischen Kräfte in der Defensive befanden, wurde es dann – eigentlich im Widerspruch zur Kapitulation – nach Übersee übergesetzt. Prevost hatte 1814 seine Truppen in zwei Angriffskolonnen bereitgestellt: Die eine Angriffskolonne von General Thomas Brisbane, die mit einem Vorstoss entlang des Lake Champlain die Stadt New York als Angriffsziel hatte, lief in der Schlacht bei Plattsburgh bereits auf und musste sich zurückziehen. Die andere, bestehend aus drei Brigaden unter General Gordon Drummond, darunter das Regiment von Wattenwyl, stiess vom Lake Ontario in Richtung Hauptstadt Washington vor, musste sich aber nach schweren Verlusten zurückziehen. Später, bei einem Überfall von General Ross auf die Hauptstadt, als Vergeltung für ähnliche Aktionen der Amerikaner in Kanada, erlitt das Regiment von Wattenwyl wiederum Verluste in der Schlacht bei Bladensburg, war aber anschliessend am Brand von Washington beteiligt, bevor sich die Briten nach 26 Stunden bereits wieder zurückzogen. Ein während des Angriffs zufällig auftauchender Tornado hatte bereits viele Brandherde der Feuersbrunst wieder gelöscht. Die Niederlage der Briten von Plattsburgh unter dem Oberbefehl von Prevost, persönlich vor Ort, führte Ende 1814 zum Frieden von Gent. Zwei Wochen später, erlitten die Briten in der Schlacht von New Orleans ihre fürchterlichste Niederlage gegen die amerikanischen Truppen von General Jackson, den späteren 7. Präsidenten der Vereinigten Staaten von Amerika. Das Regiment von Wattenwyl hatte dabei noch einmal grosse Verluste. Die Nachricht vom Friedensschluss in Gent war tragischerweise erst nach der Schlacht eingetroffen. Es war die letzte grosse Aktion des Regiments von Wattenwyl. Es wurde 1816 in Quebec aufgelöst. |                                          |

## Das letzte Kapitel im britischen Solddienst – ein Verstoss gegen alle Gesetze
Als das britische Parlament 1854, zur Verstärkung seines nach neun Monaten Krimkrieg ziemlich geschrumpften kleinen Berufsheeres, beschloss, eine Fremdenlegion von 10'000 Mann zu ermöglichen, hatte es keine Ahnung über den Wirbel, den es damit in der noch jungen Schweizerischen Eidgenossenschaft auslösen würde.
Die hatte 1849 zwar den Abschluss von Kapitulationen untersagt. Für Schweizer Bürger war es jedoch immer noch legal, ausländische Dienste zu leisten. Die Verträge von 1825–1828 der Kantone Bern, Luzern, Uri, Unterwalden, Freiburg, Solothurn, Wallis, Graubünden und Appenzell Innerrhoden (letzterer gültig bis 1859) mit dem Königreich beider Sizilien waren noch in Kraft – und der Wille der republikanischen Mehrheit zur Gesetzestreue offensichtlich stärker als ihre Ablehnung der fremden Kriegsdienste. Deren Verbot folgte erst 1859 per Bundesgesetz.
Sie hatte aber bereits im Militärstrafgesetzbuch von 1851 die Anwerbung von militärdienstpflichtigen Schweizern und im Bundesstrafrecht von 1853 die generelle Werbung von Schweizern für ausländische Dienste, auch für Werbebüros im Ausland, nicht nur verboten, sondern auch unter Strafe gestellt.
Die Frontstellungen im Krimkrieg führten dadurch zu einer fast grotesken Situation. Auf der einen Seite das Feindbild par exellence des Republikaners, die absolute Monarchie Russland. Auf der anderen Seite die westliche Allianz der ewigen Rivalen Grossbritannien und Frankreich, für die er Sympathie empfand – für die die veröffentlichte Meinung einer nicht unbescheidenen Mehrheit in der Presse sogar die militärische Beteiligung der Schweiz forderte.
Jedoch, auf Grund alten Rechtes standen Schweizerregimenter in Süditalien als Stütze des bourbonischen Absolutismus, während die junge Bundesverfassung die Schaffung von Soldverträgen nicht erlaubte, die man doch in den Dienst einer beliebten Sache hätte stellen können.
So oder so, als die Briten bereits 1854 Verbindung zu schweizerischen Militärkreisen und eine hohe militärische Persönlichkeit als Bannerträger suchten sowie im nächsten Jahr mit einem Agenten sogar die Werbung für Schweizer für ihre Fremdenlegion in der Schweiz aufnahmen, verstiessen sie gegen alle geltenden Gesetze.
| Bezeichnung, Einsatzdauer         | (17eng) British Swiss Legion (deutsch: Britische Schweizer Legion) nicht regulär 1855–1856 | (17eng) British Swiss Legion (deutsch: Britische Schweizer Legion) nicht regulär 1855–1856 |
| Jahr, Vertragspartner             | 1855, ein «letter of service» (deutsch: Dienstbrief, als Instruktion verfasst) des britischen Werbeagenten in der Schweiz, Hauptmann Charles Sheffield Dickson (gleichzeitig zum Oberst befördert) des britischen War Office von Kriegsminister Lord Panmure im Namen Ihrer Majestät, Königin Victoria, zur Einsichtnahme an das schweizerische Organisationskomitee, zusammengesetzt aus Hauptmann Johann Baumgartner aus Naters (Kommissariatsoffizier im eidgenössischen Generalstab und bald zum Major Seiner Majestät befördert), Oberstleutnant Eduard Funk aus Nidau (Artillerieinstruktor) und Oberst Johannes Sulzberger aus dem Thurgau (Infanterieinstruktor). Baumgartner hatte daraus einen – allerdings nie unterzeichneten – «Auszug aus der Militärkonvention der Britischen Schweizer Legion» angefertigt, der offenbar in wichtigen Punkten nicht dem «letter of service» entsprach, sprich bessere Bedingungen als dieser versprach. Dieser Werbebrief wurde unter Mithilfe der britischen Botschaft in grosser Zahl in der Schweiz verteilt. |                                                                                            |
| Bestand, Formation                | 1 Infanteriebrigade mit einem Höchstbestand von 3'300 Mann in 2 Regimentern aus 2 Bataillonen, zusätzlich 1 Scharfschützenkompagnie. Die ursprünglich vorgesehene Artillerieeinheit mit 1 Feldbatterie mit 6 Geschützen und einer schweren Batterie von 4 Zwölfpfündern und 2 Sechspfündern kam nicht zustande. Die Uniform: roter Rock (Scharfschützen grün) mit schwarzem Kragen und Aufschlägen, Doppelreihe von Messingknöpfen (Schweizerkreuz umrandet mit British Swiss Legion), Epauletten mit Medaille British Swiss Legion, blaue Hose und Tschako mit BSL-Plakette und grünem Pompon. |                                                                                            |
| Herkunft Kader, Truppe            | Schweizer, bis zu 22 % Ausländer. |                                                                                            |
| Besitzer, Kommandant, Namensgeber | - Brigadekommandant: Oberst Charles Sheffield Dickson; - 1. Regiment: Kommandant Oberstleutnant Jakob Blarer aus Baselland, mit den Bataillonskommandanten, den Majoren Karl Häfeli aus Aarau und Theodor Fornaro aus Rapperswil; - 2. Regiment: Kommandant Oberstleutnant Balthasar a Bundi aus Graubünden, mit den Bataillonskommandanten, den Majoren Friedrich Ginsberg aus Zürich und Ernst Martignoni aus St. Gallen. |                                                                                            |
| Einsatz, Ereignisse               | Die Suche nach einer hochgestellten militärischen Persönlichkeit gestaltete sich schwierig. Verschiedene bekannte Schweizer spielten mit dem Gedanken, konnten sich aber nicht entschliessen. Ulrich Ochsenbein beispielsweise: abgewählter Bundesrat und Ex-Chef des Militärdepartements. Er wählte jedoch das Angebot als Kommandant der Französischen Fremdenlegion (es genügte damals, als hoher Schweizer Offizier auf Ende Jahr seinen Abschied einzureichen. Der fremde Dienst war bis 1859 legal, obwohl bereits anrüchig. Es gilt zu bedenken, dass ein Bundesrat damals noch kein Ruhegehalt bekam). Der britische Botschafter George John Robert Gordon musste sich schliesslich mit Oberst Johannes Sulzberger begnügen. Die Werbung mit einem über die Schweiz verteilten Netz von Agenten und Unteragenten und Depots auf französischem Boden (Baden und Österreich gestatteten keine Depots auf ihrem Territorium) in Selestat, Hüningue, Jougne nördlich Vallorbe und Blamont bei Pruntrut, auf sardinischem Gebiet in Evians und Domodossola (später wegen Friktionen mit den Werbern für eine italienische Legion nach Novara verlegt) war relativ erfolgreich. In kurzer Zeit waren 7 Offiziere und 470 Mann beisammen. Der erste Rückschlag ereignete sich, als das erste Kontingent von 5 Offizieren und 217 Mann im Ausbildungslager in Dover eintraf und dort nichts vorbereitet fand. Dass zudem, im Gegensatz zum Werbebrief, aber im Einklang mit dem «letter of service», vom Handgeld von 150 Franken 50 Franken für die Ausrüstung abgeliefert werden mussten, schlug sogar in der Presse hohe Wellen und führte im Parlament zu erregten Diskussionen. Sulzberger löste das Problem, indem er die Rekruten einschüchterte und die Soldaten und Unteroffiziere fortan eine betreffende «Erklärung» unterzeichnen liess. Die Offiziere von Wattenwyl und von Steiger äusserten sich darüber so erbost, dass sie von Oberst Dickson entlassen wurden. Die schweizerischen Behörden verhafteten da und dort einen Werber, wogegen die im Ausland arbeitenden Offiziere in der Regel energisch protestierten. Einige Kantone handhabten die Strafverfolgung zudem eher lasch. Dem Bund blieb nicht viel mehr übrig, als den Ablauf der letzten Kapitulation abzuwarten. Das eintönige Garnisonsleben im Kastell von Dover und den Kasernen von Western Heights mit strengem Exerzieren von 06:00 bis 11:00 und von 14:00 bis 17:00 wurde nur ab und zu von einem Ehrendienst für einen wichtigen Staatsgast und einmal durch eine Inspektion von Königin Victoria unterbrochen. Sie äusserte sich mit «a trained body of men, ready for any service» (deutsch: eine Gruppe von Männern, ausgebildet für jeden Einsatz) befriedigt über ihre Schweizer Truppe. Dies, obwohl auch eine ganze Reihe von Unzulänglichkeiten wie mangelnde Ordnung und Reinlichkeit, mangelnde Pflege von Bewaffnung und Ausrüstung, unpünktliches Rapportwesen, alkoholische Exzesse, nächtliche Schiessereien, Belästigung von Damen in der Stadt Dover, Abwesenheit der Kompagnie-Kommandanten bei Kaserneninspektionen, aktenkundig wurden. Mitte November 1855 wurde das 1. Regiment mit 1'450 Mann nach Izmir verschoben, wo Oberst Blarer seine Truppe tüchtig weiter ausbildete und mit strengen Ausmärschen in Form hielt. Am 1. März folgte Major Ginsberg mit dem 1. Bataillon des 2. Regiments, schon mit einem grossen Anteil von Savoyarden und Italienern, in Erwartung des baldigen Fronteinsatzes. Aber noch blieb Zeit für ein Turn- und Schwingfest am Ostermontag und Anfang Juni für ein Schützenfest mit Gabentempel. Denn bereits im März war der Friede von Paris unterzeichnet und die Werbung für die British Swiss Legion in der Schweiz eingestellt worden. Aus ihrem Kriegseinsatz wurde nichts. Die Brigade wurde zurück nach England ins Shorncliffe Army Camp (deutsch: Militärlager Shorncliffe, siehe Weblinks) in Kent transportiert, wo sich das 2. Bataillon des 2. Regiments und die noch nicht eingeteilten Rekruten befanden. Die hatten ausser einem Salutschuss beim 47. Geburtstag von Königin Victoria nichts Aufregendes erlebt. Höchstens, dass Hauptmann Alexander Dorschatz aus Sitten mit der Truppenkasse verschwunden war. Die Legion wurde nicht erst ein Jahr nach Friedensschluss, wie vereinbart, sondern bereits im Herbst 1856 abgedankt. 240 Mann liessen sich noch in Dover von Holland anwerben. 400 weitere wanderten, von Grossbritannien finanziert, nach Kanada, 40 in die Kapkolonie aus. Einige wenige wechselten zu den englischen Dragonern in Shorncliffe. Die restlichen wurden in Strassburg entlassen. Die Offiziere, die die ominöse «Erklärung» nicht unterzeichnet hatten, und das Organisationskomitee schlugen sich noch längere Zeit mit Nachforderungen von Gehaltsentschädigungen herum, allerdings durchwegs vergeblich. Der unschöne Ausgang dieses verwegenen Solddienstabenteuers fand auch wieder das entsprechende Echo in der Presse. Aber nichts ist ja so vergänglich wie die Zeitung von gestern. |                                                                                            |

Mit dem Gesetz von 1859 waren solche letztlich unverschämten und kaltblütigen Aktionen wie die Werbung für die British Swiss Legion zwar nicht unmöglich, doch immerhin sehr unwahrscheinlich geworden.
But anyway: God save the Queen! (deutsch: aber so oder so: Gott schütze die Königin!).